# 鴨川市
鴨川市（かもがわし）は、千葉県南東部に位置する市。
南房総観光圏の観光都市。海岸部は南房総国定公園に指定されている。日蓮ゆかりの誕生寺・清澄寺の門前町として栄え、鴨川シーワールドや鴨川温泉郷で知られるリゾート地。

## 概要
市域の中央部を鴨川地区、東部を天津小湊地区、南部を江見地区、西部の内陸の地区を長狭地区と呼称する。これは、昭和の大合併で「鴨川市」が成立する前の自治体の行政区域と一致する（なお、天津小湊地区は2005年2月11日の合併以前の天津小湊町の区域と一致）。
鴨川地区（鴨川・田原・西条・東条）には、鴨川シーワールドを主として観光地や市街地が集中している為、地区内を走る国道128号鴨川バイパスの渋滞が顕著である。天津小湊地区（天津・小湊）の北部は丘陵地帯であり、清澄山を抱え、日蓮ゆかりの清澄寺、小湊には日蓮の誕生を記念して建立された誕生寺といった名所が立地している。沿岸部では漁業が盛んである。江見地区（江見・太海・曽呂）は、仁右衛門島や太海フラワーセンターといった観光施設を持ち花作りが盛んである。長狭地区（吉尾・主基・大山）は、米どころの長狭平野が拡がり、山に囲まれ、田畑が広がり、農業が盛んである。
国の特別天然記念物に指定されている鯛の浦タイ生息地や日本の棚田百選に認定されている大山千枚田のような自然が豊富な地でもある。
今後発生が予見されている南海トラフ巨大地震の際には、市域に最大6mの津波が到達することが予想されている。

## 地理

### 市勢
千葉県南東部に位置し、県庁所在地である千葉市から約50キロメートルに位置する。東京都心から70 - 80キロメートル圏内である。なお、東京都（特に東京国際空港）や神奈川県からは東京湾アクアライン若しくは東京湾フェリーを利用した場合が移動距離の短縮となる。
太平洋（外房）に面し、関東平野に含まれ、内陸は房総丘陵となっている。安房地域の東部、房総半島の南東部、市の北部を東西に横切る鴨川低地断層帯が所在する。前原地区にはもともと砂丘だった場所を津波避難丘（津波避難施設）として盛土・整備されている。標高約10メートル。 慶長地震津波・元禄地震津波の災害記念碑を兼ねている。
太平洋沿岸部は国道128号、内陸部は保田方面へと接続する長狭街道、千葉方面へと接続する久留里街道が縦貫している。

#### 自然
- 山岳
  - 房総丘陵
    - 愛宕山、清澄山
- 河川
  - 加茂川、待崎川、曽呂川、二夕間川

土地利用状況
| 土地       | 面積（ha） |
| ---------- | ---------- |
| 田         | 2.361      |
| 畑         | 652        |
| 宅地       | 821        |
| 山林・原野 | 8.474      |
| 雑種地     | 6.822      |
| 総数       | 19.130     |

#### 市域
- 面積 191.30平方キロメートル[広報 3]
- 南北 18.00キロメートル
- 東西 26.02キロメートル
- 最高地 408.2メートル（愛宕山）
- 最低地 0メートル（海抜）

### 気候
房総丘陵を北側に抱え、東側と南側に太平洋を望む温暖な地域である。
| 鴨川（1991年 - 2020年）の気候      | 鴨川（1991年 - 2020年）の気候 | 鴨川（1991年 - 2020年）の気候 | 鴨川（1991年 - 2020年）の気候 | 鴨川（1991年 - 2020年）の気候 | 鴨川（1991年 - 2020年）の気候 | 鴨川（1991年 - 2020年）の気候 | 鴨川（1991年 - 2020年）の気候 | 鴨川（1991年 - 2020年）の気候 | 鴨川（1991年 - 2020年）の気候 | 鴨川（1991年 - 2020年）の気候 | 鴨川（1991年 - 2020年）の気候 | 鴨川（1991年 - 2020年）の気候 | 鴨川（1991年 - 2020年）の気候 |
| 月                                 | 1月                           | 2月                           | 3月                           | 4月                           | 5月                           | 6月                           | 7月                           | 8月                           | 9月                           | 10月                          | 11月                          | 12月                          | 年                            |
| ---------------------------------- | ----------------------------- | ----------------------------- | ----------------------------- | ----------------------------- | ----------------------------- | ----------------------------- | ----------------------------- | ----------------------------- | ----------------------------- | ----------------------------- | ----------------------------- | ----------------------------- | ----------------------------- |
| 最高気温記録 °C （°F）             | 20.6 (69.1)                   | 24.8 (76.6)                   | 27.1 (80.8)                   | 27.7 (81.9)                   | 31.2 (88.2)                   | 36.3 (97.3)                   | 36.5 (97.7)                   | 38.1 (100.6)                  | 36.7 (98.1)                   | 32.7 (90.9)                   | 27.4 (81.3)                   | 24.7 (76.5)                   | 38.1 (100.6)                  |
| 平均最高気温 °C （°F）             | 11.1 (52)                     | 11.8 (53.2)                   | 14.5 (58.1)                   | 18.8 (65.8)                   | 22.5 (72.5)                   | 25.0 (77)                     | 28.7 (83.7)                   | 30.7 (87.3)                   | 27.9 (82.2)                   | 22.9 (73.2)                   | 18.3 (64.9)                   | 13.7 (56.7)                   | 20.5 (68.9)                   |
| 日平均気温 °C （°F）               | 6.2 (43.2)                    | 6.8 (44.2)                    | 9.8 (49.6)                    | 14.4 (57.9)                   | 18.4 (65.1)                   | 21.3 (70.3)                   | 24.9 (76.8)                   | 26.4 (79.5)                   | 23.5 (74.3)                   | 18.5 (65.3)                   | 13.6 (56.5)                   | 8.8 (47.8)                    | 16.1 (61)                     |
| 平均最低気温 °C （°F）             | 1.7 (35.1)                    | 2.2 (36)                      | 5.2 (41.4)                    | 9.9 (49.8)                    | 14.6 (58.3)                   | 18.2 (64.8)                   | 22.0 (71.6)                   | 23.2 (73.8)                   | 20.2 (68.4)                   | 14.9 (58.8)                   | 9.4 (48.9)                    | 4.3 (39.7)                    | 12.1 (53.8)                   |
| 最低気温記録 °C （°F）             | −6.4 (20.5)                   | −6.1 (21)                     | −3.3 (26.1)                   | 0.1 (32.2)                    | 6.0 (42.8)                    | 9.8 (49.6)                    | 13.9 (57)                     | 16.0 (60.8)                   | 11.6 (52.9)                   | 5.9 (42.6)                    | 0.2 (32.4)                    | −4.8 (23.4)                   | −6.4 (20.5)                   |
| 降水量 mm （inch）                 | 90.1 (3.547)                  | 85.4 (3.362)                  | 170.7 (6.72)                  | 155.6 (6.126)                 | 164.4 (6.472)                 | 217.3 (8.555)                 | 171.9 (6.768)                 | 91.2 (3.591)                  | 214.3 (8.437)                 | 239.9 (9.445)                 | 147.4 (5.803)                 | 89.8 (3.535)                  | 1,837.8 (72.354)              |
| 平均降水日数 （≥1.0 mm）           | 6.9                           | 7.1                           | 11.4                          | 11.1                          | 10.4                          | 12.0                          | 10.1                          | 6.4                           | 11.3                          | 11.7                          | 9.5                           | 7.2                           | 115.1                         |
| 平均月間日照時間                   | 187.9                         | 158.0                         | 166.1                         | 185.6                         | 191.4                         | 140.0                         | 179.0                         | 224.4                         | 155.2                         | 138.8                         | 150.6                         | 174.0                         | 2,053.4                       |
| 出典1：Japan Meteorological Agency |                               |                               |                               |                               |                               |                               |                               |                               |                               |                               |                               |                               |                               |
| 出典2：気象庁                      |                               |                               |                               |                               |                               |                               |                               |                               |                               |                               |                               |                               |                               |

### 隣接する自治体
- 富津市
- 君津市
- 勝浦市
- 南房総市
- 安房郡
  - 鋸南町
- 夷隅郡
  - 大多喜町

| 北西: 富津市   | 北: 君津市 | 北東: 大多喜町 |
| 西: 鋸南町     | 鴨川市     | 東: 勝浦市     |
| 南西: 南房総市 | 南: 太平洋 | 南東: 太平洋   |

### 地区
鴨川地区（旧鴨川町）
- 鴨川地区（旧鴨川町）
  - 前原(まえばら)、横渚(よこすか)、貝渚(かいすか)、磯村
- 田原地区（旧田原村）
  - 田原西(たばらにし)、来秀(らいしゅう)、川代、大里(だいり)、太尾、坂東、竹平、押切、京田(きょうでん)、池田、太田学(おだがく)
- 西条地区（旧西条村）
  - 滑谷(ぬかりや)、八色(やいろ)、花房(はなぶさ)、打墨(うつつみ)、粟斗
- 東条地区（旧東条村）
  - 広場、和泉、西町(にしちょう)、東町(ひがしちょう)

長狭地区（旧長狭町）
- 主基地区（旧主基村）
  - 主基西(すきにし)、下小原(しもこばら)、上小原、北小町、南小町、成川(なりがわ)
- 吉尾地区（旧吉尾村）
  - 吉尾西、吉尾平塚、仲、宮山、大川面(おおかわづら)、松尾寺(まつおじ)、細野、横尾、寺門、北風原(ならいはら)、大幡
- 大山地区（旧大山村）
  - 大山平塚、平塚、釜沼、奈良林、佐野、古畑(こばた)、金束(こづか)

江見地区（旧江見町）
- 太海地区（旧太海村）
  - 太海西、太海(ふとみ)、太海浜、天面(あまつら)、西山、江見太夫崎(えみたゆうざき)、江見吉浦
- 曽呂地区（旧曽呂村）
  - 宮、代(だい)、二子、仲町(なかちょう)、上、東、西、畑
- 江見地区（旧江見町）
  - 江見青木、東江見、西江見、江見内遠野(えみうとの)、江見東真門、江見西真門、江見外堀

天津小湊地区（旧天津小湊町）
- 天津地区（旧天津町）
  - 浜荻、天津、清澄(きよすみ)、四方木(よもぎ)
- 小湊地区（旧小湊町）
  - 内浦、小湊

## 歴史

### 沿革

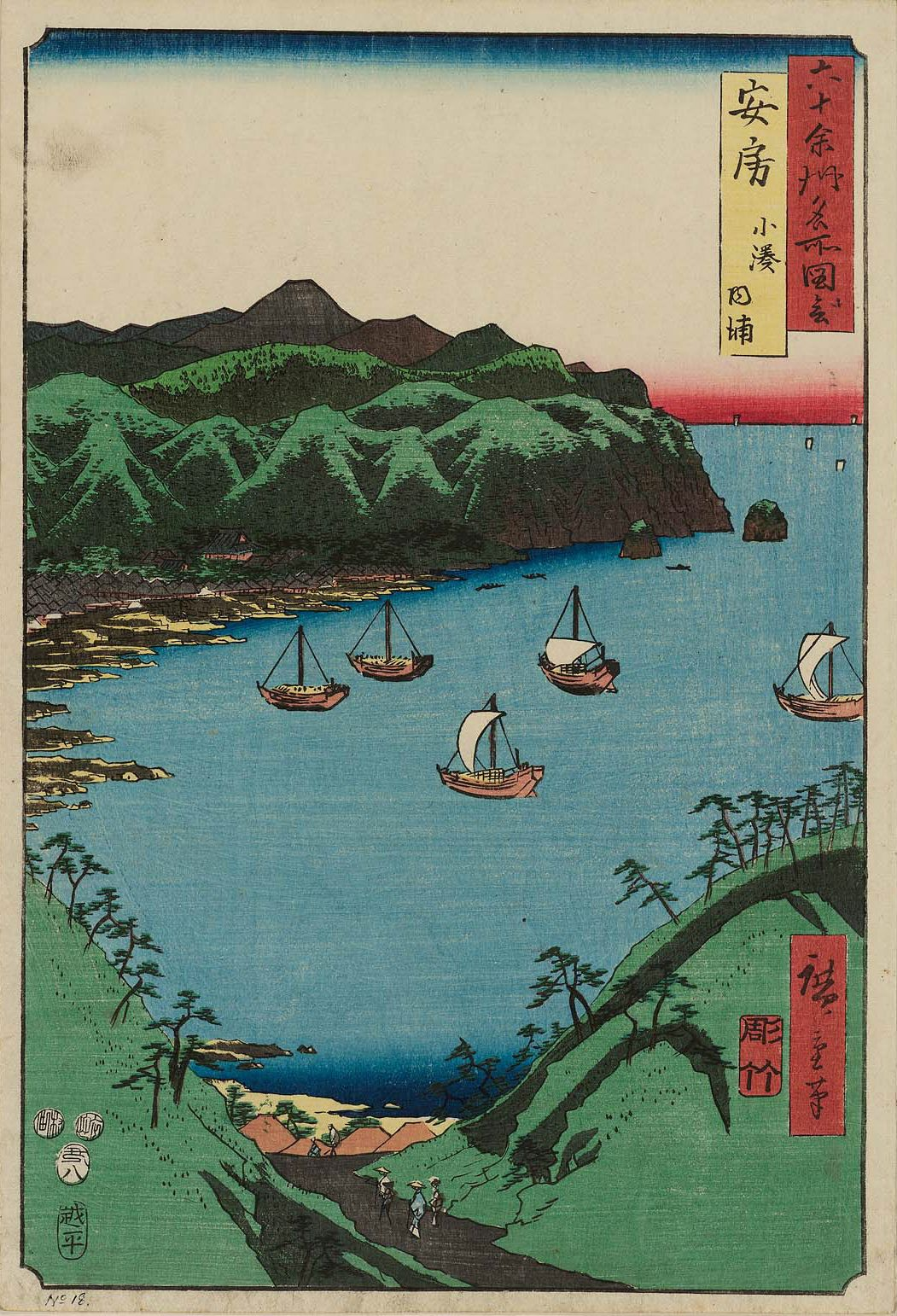
歌川広重『六十余州名所図会 安房 小湊 内浦』

- 本市が位置する安房地域は718年（養老2年）に上総国から分かれ、明治初期まで安房国と呼ばれていた。
- 江戸時代初期、里見氏は江戸幕府により1614年（慶長19年）に改易され、以降この地は旗本領、天領、小大名の領地として分割統治された。
- 明治時代初め、1871年（明治4年）廃藩置県がされるまで花房藩が存在した。
- 近代に入り、1878年（明治11年）の郡区町編制法施行により郡制度を実施、1897年（明治30年）には「交通の便が相互にあり且つ民族風俗に大差がない」という理由から、安房郡、平郡、朝夷郡、長狭郡の4郡を合併して、現在の安房郡の前身となる「安房郡」が形成された。
- 1971年（昭和46年）3月31日 - 安房郡鴨川町、江見町、長狭町が合併・市制施行し、鴨川市を新設。
- 1971年7月 内房線電化開通
- 1972年（昭和47年）7月 外房線電化開通
- 1973年（昭和48年）3月 鴨川バイパス全線開通
- 1980年（昭和55年）3月 天津バイパス全線開通
- 1982年（昭和57年）11月 郷土資料館開館
- 1986年（昭和61年）8月 一戦場スポーツ公園開業
- 1986年（昭和61年）12月 長野県大町市と姉妹都市提携
- 1988年（昭和63年）10月 文化体育館完成
- 1989年（平成元年）3月 安房鴨川駅西口ロータリー完成
- 1990年（平成2年）6月 市立図書館開設
- 1991年（平成3年）10月 市民ギャラリー開設、東京都荒川区と友好都市提携[広報 4]
- 1993年（平成5年）11月8日 アメリカウィスコンシン州マニトワック市と国際姉妹都市提携[3][5]
- 1997年（平成9年）6月 道の駅鴨川オーシャンパーク開業
- 1999年（平成11年）2月 みんなみの里開業
- 2001年（平成13年）6月 鴨川フィッシャリーナ開業
- 2004年（平成16年）4月 早稲田大学鴨川セミナーハウス完成
- 2004年（平成16年）7月 城西国際大学安房ラーニングセンター完成
- 2005年（平成17年）2月11日 - 安房郡天津小湊町と合併し、改めて鴨川市を新設。現在の市域となる。
- 2007年（平成19年）6月1日 - 防災行政無線放送等変更。
- 2011年（平成23年）4月1日 - 防災行政無線の朝と昼のチャイムが鴨川市歌「夢よ、とどけ」に変更。

### 合併の経緯
2000年12月に千葉県が発表した「合併推進要綱」では、安房地域の合併パターンは「（1）館山市・鴨川市・富浦町・富山町・鋸南町・三芳村・白浜町・千倉町・丸山町・和田町・天津小湊町」「（2）館山市・富浦町・富山町・鋸南町・三芳村・白浜町・千倉町・丸山町・和田町」「（3）鴨川市・和田町・天津小湊町」の3通りが示された。
旧鴨川市および旧天津小湊町を含め、安房郡市2市8町1村でまず合併の検討が始まり、2002年3月に千葉県知事から11市町村が合併重点支援地域の指定を受け、同年9月に任意合併協議会を設置した。しかし、鴨川市の巨額の債務がネックとなり、2003年1月に任意合併協議会は解散となった。
その後、鴨川市・天津小湊町合併協議会を設置し、新市名を「鴨川市」と決定。2005年2月に合併を実施し、現在に至る。
その間、2004年7月11日、和田町で「鴨川市との合併の是非を問う住民投票」が実施されたが、反対多数で否決された。

## 人口
平成27年国勢調査より前回調査からの人口増減をみると、5.13%減の33,932人であり、増減率は千葉県下54市町村中35位、60行政区域中41位。
| |                                        |  |
| 鴨川市と全国の年齢別人口分布（2005年） | 鴨川市の年齢・男女別人口分布（2005年） |  |
| ■紫色 ― 鴨川市 ■緑色 ― 日本全国 | ■青色 ― 男性 ■赤色 ― 女性              |  |
| 鴨川市（に相当する地域）の人口の推移 \| 1970年（昭和45年） \| 42,308人 \| \| \| 1975年（昭和50年） \| 41,735人 \| \| \| 1980年（昭和55年） \| 41,159人 \| \| \| 1985年（昭和60年） \| 40,965人 \| \| \| 1990年（平成2年） \| 39,866人 \| \| \| 1995年（平成7年） \| 39,283人 \| \| \| 2000年（平成12年） \| 37,653人 \| \| \| 2005年（平成17年） \| 36,475人 \| \| \| 2010年（平成22年） \| 35,766人 \| \| \| 2015年（平成27年） \| 33,932人 \| \| \| 2020年（令和2年） \| 32,116人 \| \| |                                        |  |
| 総務省統計局 国勢調査より |                                        |  |
| 1970年（昭和45年） | 42,308人                               |  |
| 1975年（昭和50年） | 41,735人                               |  |
| 1980年（昭和55年） | 41,159人                               |  |
| 1985年（昭和60年） | 40,965人                               |  |
| 1990年（平成2年） | 39,866人                               |  |
| 1995年（平成7年） | 39,283人                               |  |
| 2000年（平成12年） | 37,653人                               |  |
| 2005年（平成17年） | 36,475人                               |  |
| 2010年（平成22年） | 35,766人                               |  |
| 2015年（平成27年） | 33,932人                               |  |
| 2020年（令和2年） | 32,116人                               |  |

人口の変遷（単位 人）
| 自治体             | 年 | 人口  | 人口             | 備考 |
| 鴨川市             |    |       |                  |      |
| 1980年（昭和55年） |    | 42547 |                  |      |
| 1985年（昭和60年） |    | 41624 |                  |      |
| 1990年（平成2年）  |    | 40769 |                  |      |
| 1995年（平成7年）  |    | 40460 |                  |      |
| 2000年（平成12年） |    | 38602 | 4万人を切る      |      |
| 2005年（平成17年） |    | 37400 | 天津小湊町と合併 |      |
| 2006年（平成18年） |    | 37225 |                  |      |

世帯数の変遷（単位 世帯）
| 自治体             | 年 | 人口  | 人口             | 備考 |
| 鴨川市             |    |       |                  |      |
| 1980年（昭和55年） |    | 11311 |                  |      |
| 1985年（昭和60年） |    | 11778 |                  |      |
| 1990年（平成2年）  |    | 12403 |                  |      |
| 1995年（平成7年）  |    | 13227 |                  |      |
| 2000年（平成12年） |    | 13969 |                  |      |
| 2005年（平成17年） |    | 14744 | 天津小湊町と合併 |      |
| 2006年（平成18年） |    | 15002 |                  |      |

| 年齢      | 男   | 女   |
| --------- | ---- | ---- |
| 不詳      | 32   | 37   |
| 100歳以上 | 3    | 8    |
| 95-99     | 28   | 73   |
| 90-94     | 119  | 332  |
| 85-89     | 333  | 668  |
| 80-84     | 617  | 1177 |
| 75-79     | 1083 | 1361 |
| 70-74     | 1213 | 1432 |
| 65-69     | 1222 | 1313 |
| 60-64     | 1371 | 1374 |
| 55-59     | 1613 | 1607 |
| 50-54     | 1301 | 1293 |
| 45-49     | 1003 | 981  |
| 40-44     | 874  | 908  |
| 35-39     | 954  | 1010 |
| 30-34     | 1070 | 1053 |
| 25-29     | 854  | 1034 |
| 20-24     | 586  | 799  |
| 15-19     | 753  | 763  |
| 10-14     | 800  | 737  |
| 5-9       | 666  | 671  |
| 0-4       | 673  | 638  |

## 行政
- 市長：佐々木久之（2025年3月13日就任、通算1期目）

### 歴代市長
旧鴨川市長
| 代 | 氏名       | 就任                      | 退任                      | 備考 |
| -- | ---------- | ------------------------- | ------------------------- | ---- |
| 1  | 島川忠治   | 1971年（昭和46年）4月25日 | 1978年（昭和53年）6月16日 |      |
| 2  | 長谷川治一 | 1978年（昭和53年）7月16日 | 1990年（平成2年）7月15日  |      |
| 3  | 本多利夫   | 1990年（平成2年）7月16日  | 2005年（平成17年）2月10日 |      |

鴨川市長
| 歴代 | 氏名       | 就任          | 退任          | 備考                 |
| ---- | ---------- | ------------- | ------------- | -------------------- |
| 初代 | 本多利夫   | 2005年3月13日 | 2009年3月12日 | 旧鴨川市長           |
| 2代  | 片桐有而   | 2009年3月13日 | 2013年3月12日 | 旧天津小湊町長、僧侶 |
| 3代  | 長谷川孝夫 | 2013年3月13日 | 2017年3月12日 |                      |
| 4代  | 亀田郁夫   | 2017年3月13日 | 2021年3月12日 |                      |
| 5代  | 長谷川孝夫 | 2021年3月13日 | 2025年3月12日 |                      |
| 6代  | 佐々木久之 | 2025年3月13日 | 現職          |                      |

### 財政
平成17年度一般会計歳入歳出決算内訳（合併後の鴨川市のデータ）
歳入決算内訳
| 区分           | 金額（円）     | 割合（%） |
| -------------- | -------------- | --------- |
| 歳入           | 144億8156万5千 | 100.0     |
| 市税           | 40億6108万     | 28.0      |
| 地方交付税     | 41億5159万3千  | 28.7      |
| 市債           | 13億378万5千   | 9.0       |
| 国県支出金     | 16億5934万5千  | 11.5      |
| 譲与税・交付税 | 10億6535万5千  | 7.3       |
| その他         | 22億4049万9千  | 15.5      |

歳出決算内訳
| 区分         | 金額（円）     | 割合（%） |
| ------------ | -------------- | --------- |
| 歳出         | 136億7422万6千 | 100.0     |
| 総務費       | 27億352万      | 19.8      |
| 民生費       | 33億4083万     | 24.4      |
| 公債費       | 20億1888万1千  | 14.8      |
| 衛生費       | 12億4442万8千  | 9.1       |
| 教育費       | 13億4477万4千  | 9.8       |
| 消防費       | 7億4005万1千   | 5.4       |
| 農林水産業費 | 5億19万1千     | 3.7       |
| 土木費       | 10億2203万7千  | 7.5       |
| その他       | 7億5951万4千   | 5.5       |

## 立法

### 市政
- 定数:18名
- 選挙区：市全体を1選挙区とする大選挙区制（単記非移譲式）
- 任期4年：2018年6月1日～2022年5月31日

議会解散が実施されれば任期満了前であっても議員任期は終了する。

### 県政
- 選挙区：鴨川市・南房総市・安房郡選挙区
- 定数：2名
- 任期4年：2019年（平成31年）4月30日～2023年（令和5年）4月29日

| 議員名   | 党派名                      | 当選回数 | 備考   |
| -------- | --------------------------- | -------- | ------ |
| 川名康介 | 自由民主党 千葉県議会議員会 | 2        | 選挙区 |
| 木下敬二 | 自由民主党 千葉県議会議員会 | 4        | 選挙区 |

### 国政

#### 衆議院
- 選挙区：千葉県第12区
- 定数：1名
- 任期：2017年（平成29年）10月22日 - 2021年（令和3年）10月21日（「第48回衆議院議員総選挙」参照）

| 議員名   | 党派名     | 当選回数 | 備考   |
| -------- | ---------- | -------- | ------ |
| 浜田靖一 | 自由民主党 | 9        | 選挙区 |

#### 参議院
- 定数：6名（3年毎に3名改選）
- 選挙区：千葉県選挙区（千葉県全域・中選挙区制）

選挙区制
- 任期6年：2019年（令和元年）7月27日 - 2025年（令和7年）7月28日（「第25回参議院議員通常選挙」参照）

| 氏名     | 党派名     | 当選回数 | 備考   |
| -------- | ---------- | -------- | ------ |
| 石井準一 | 自由民主党 | 3        | 選挙区 |
| 長浜博行 | 立憲民主党 | 3        | 選挙区 |
| 豊田俊郎 | 自由民主党 | 2        | 選挙区 |

- 任期6年：2016年（平成28年）7月26日 - 2022年（令和4年）7月25日（「第24回参議院議員通常選挙」参照）

| 氏名       | 党派名     | 当選回数 | 備考   |
| ---------- | ---------- | -------- | ------ |
| 猪口邦子   | 自由民主党 | 2        | 選挙区 |
| 元榮太一郎 | 自由民主党 | 1        | 選挙区 |
| 小西洋之   | 立憲民主党 | 2        | 選挙区 |

比例代表
第25回参議院議員通常選挙（非拘束名簿式（特定枠設置））
- 任期6年：2019年（令和元年）7月27日 - 2025年（令和7年）7月28日（「第25回参議院議員通常選挙」参照）

特定枠設置を第25回から導入。政党内で決めた者(複数の場合は順位付けがされる)は、個人名の得票に関係なく、政党が獲得した議席数に応じて優先的に当選人となる。
第24回参議院議員通常選挙（非拘束名簿式）
- 任期6年：2016年（平成28年）7月26日 - 2022年（令和4年）7月25日（「第24回参議院議員通常選挙」参照）

## 経済

### 産業
平成17年 就業者数
| 産業分類   | 人数  | 割合（%） |
| ---------- | ----- | --------- |
| 第一次産業 | 2628  | 14.0      |
| 第二次産業 | 2971  | 15.8      |
| 第三次産業 | 13072 | 69.6      |
| 分類不能   | 116   | 0.6       |
| 総数       | 18787 | 100.0     |

### 商業

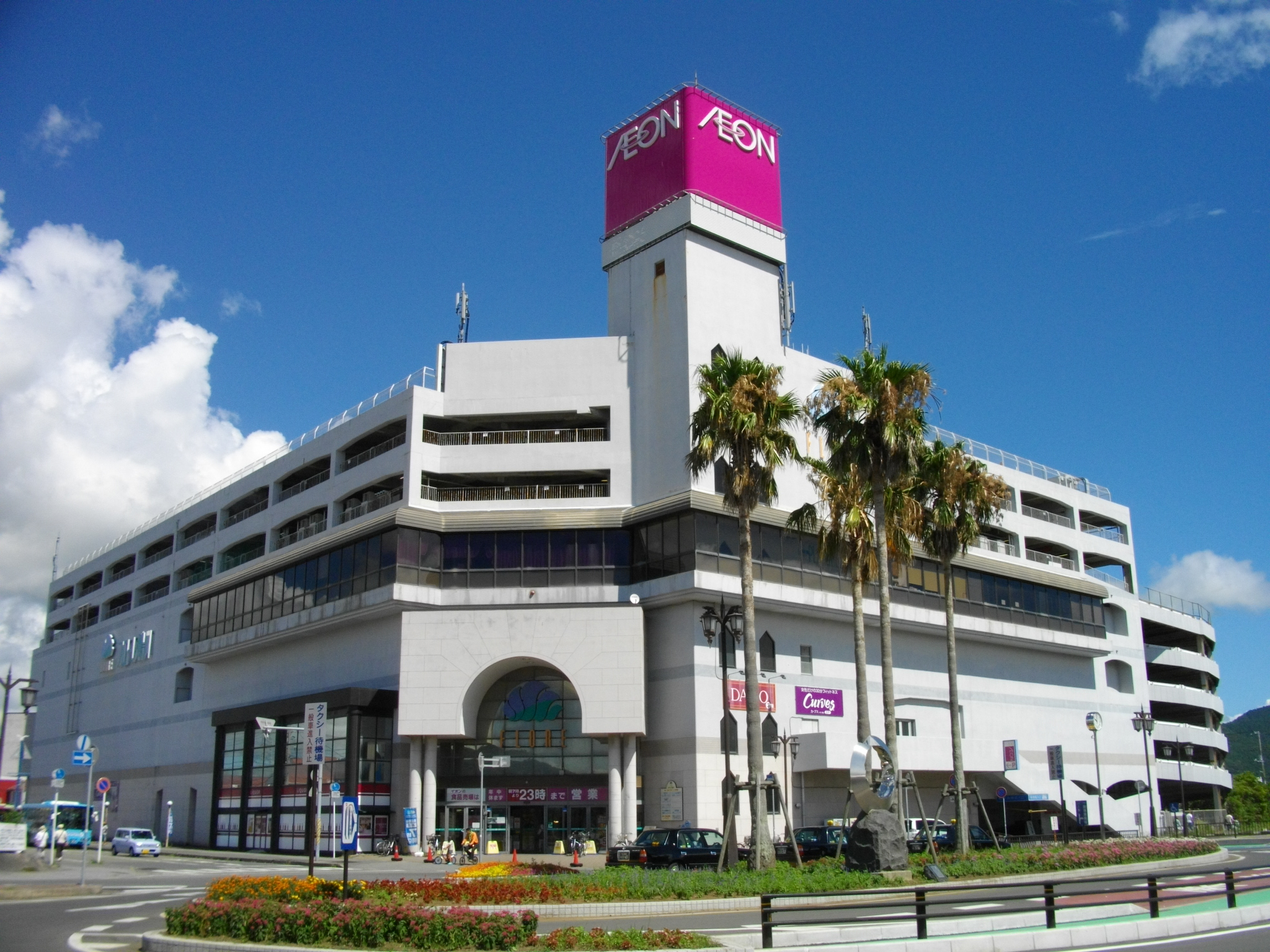
フローレ鴨川ショッピングセンター

平成16年 商業規模
| 種類                                    | 数値  |
| --------------------------------------- | ----- |
| 商店数                                  | 703   |
| 従業者数                                | 3923  |
| 年間商品販売額（百万円）                | 73666 |
| 売り場面積（㎡）                        | 64896 |
| 1商店当たり年間商品販売額（万円）       | 10479 |
| 従業員1人当たりの年間商品販売額（万円） | 1878  |

主な商業施設
- フローレ鴨川ショッピングセンター

#### 市内に本社のある主要企業
- 株式会社鴨川グランドホテル
- 鴨川日東バス
- Rulezpeeps
- 株式会社亀屋本店
- 鎌田製菓有限会社
- 有限会社石渡製菓
- 株式会社ヤマト - 株式会社テンポスホールディングス傘下[6]。

#### 漁業

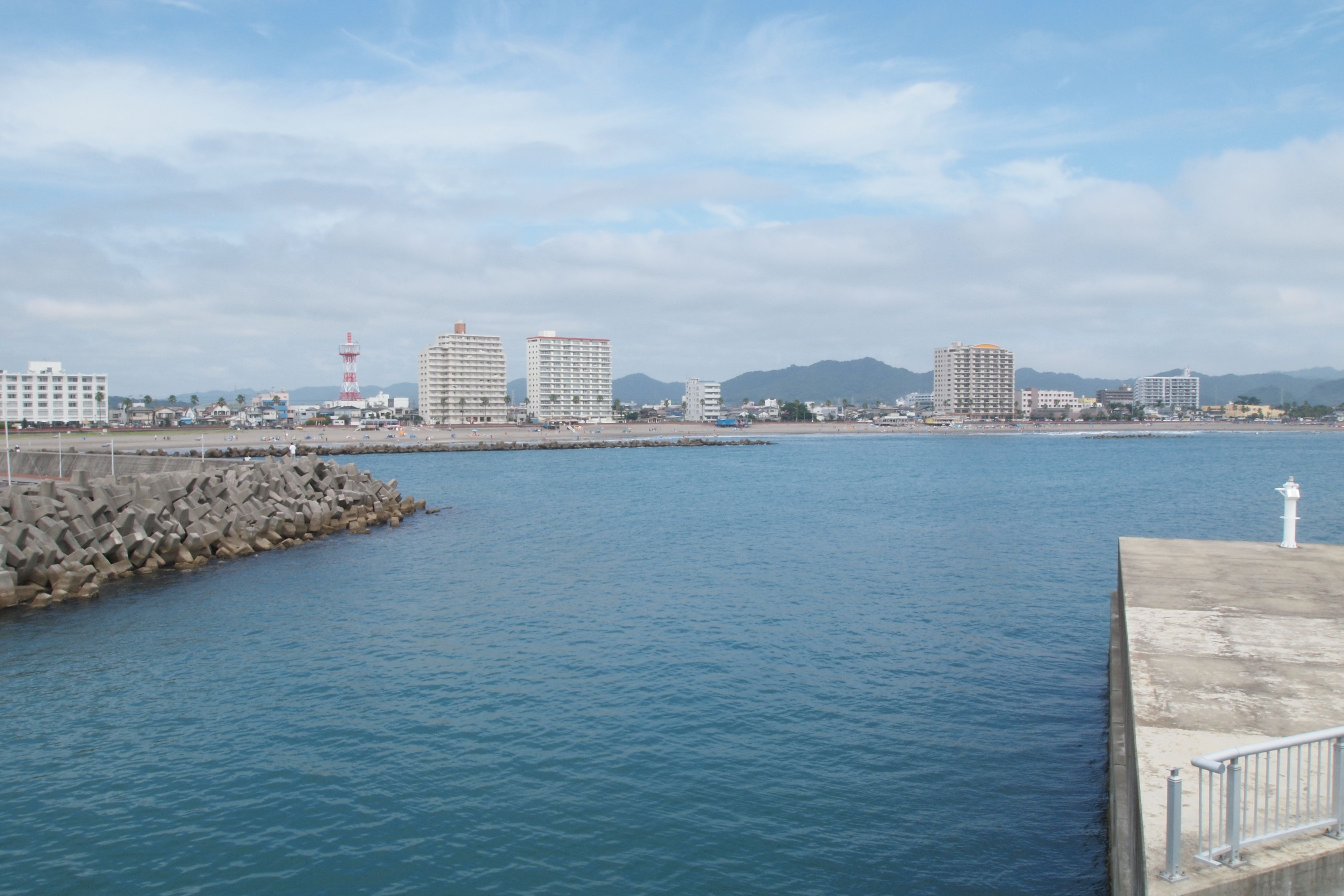
鴨川漁港
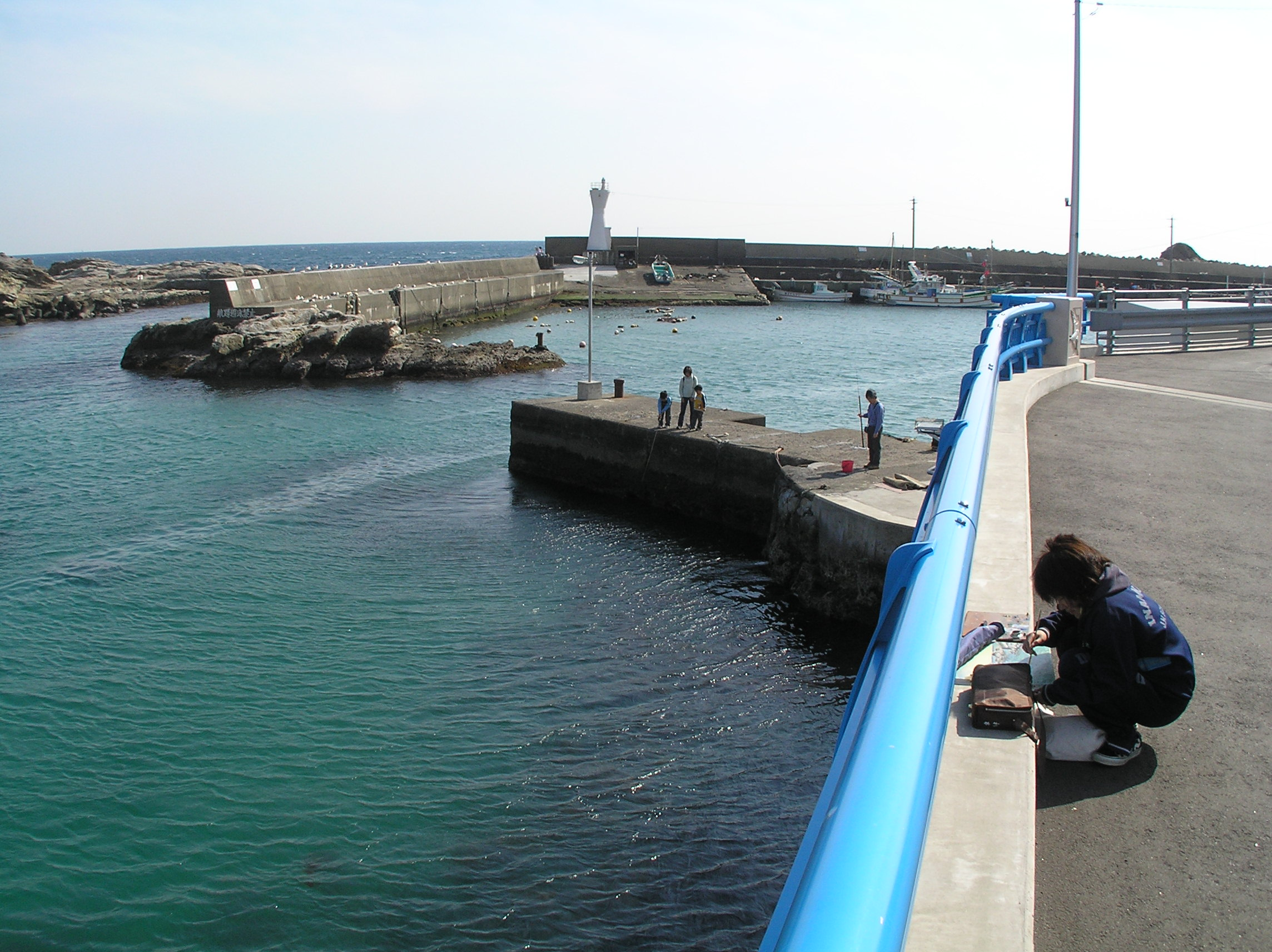
浜波太漁港
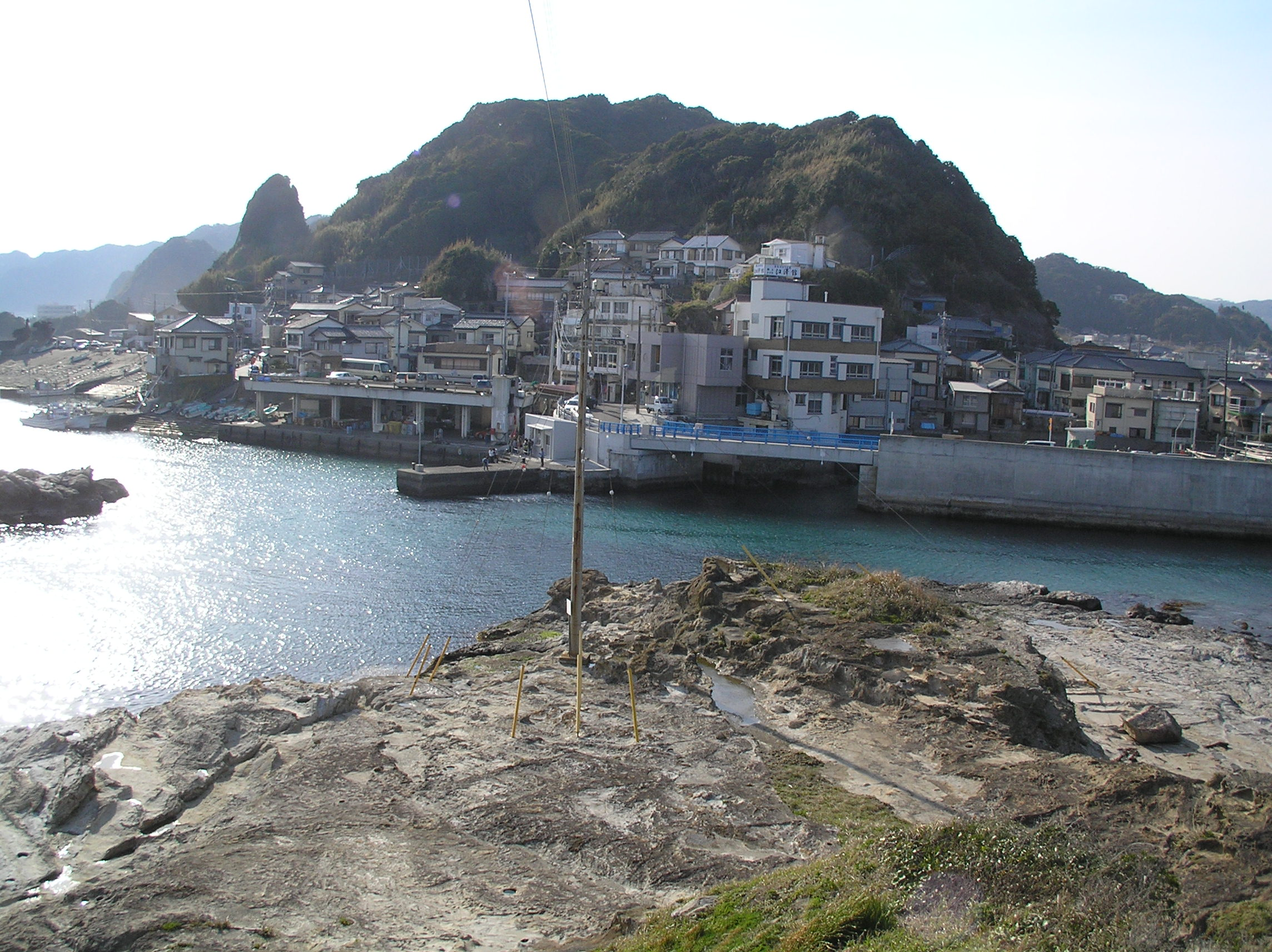
太海漁港

太平洋に面しており、多くの漁港がある。
- 第3種漁港
  - 小湊漁港（こみなと - ）
  - 天津漁港（あまつ - ）
  - 鴨川漁港（かもがわ - ）
- 第2種漁港
  - 浜荻漁港（はまおぎ - ）
  - 浜波太漁港（はまなぶと - ）
  - 太海漁港（ふとみ -）
  - 江見漁港（えみ - ）
- 第1種漁港
  - 天面漁港（あまつら - ）
  - 太夫崎漁港（たゆうざき - ）

- 鴨川漁港
- 浜波太漁港
- 太海漁港

平成16年 種目別漁獲量
| 種類                             | 漁獲量（t） |
| -------------------------------- | ----------- |
| イワシ                           | 5135        |
| アジ                             | 1455        |
| サバ                             | 2500        |
| サンマ                           | 1548        |
| ブリ                             | 1032        |
| カツオ                           | 359         |
| マグロ                           | 66          |
| カジキ                           | 2           |
| その他の魚類                     | 495         |
| 貝（アワビ、サザエなど）         | 82          |
| その他の水産動物（イセエビなど） | 212         |
| 海藻（ヒジキなど）               | 429         |
| 計                               | 13603       |

#### 農業
内陸部の長狭地区を中心に農業が行われている。
平成16年 農業粗生産額
| 種類   | 生産額（千万円） |
| ------ | ---------------- |
| 米     | 184              |
| 雑穀豆 | 1                |
| いも   | 4                |
| 野菜   | 92               |
| 果実   | 6                |
| 花卉   | 128              |
| 畜産   | 144              |
| 計     | 560              |

#### 工業
平成16年 工業規模
| 種類                                    | 数値  |
| --------------------------------------- | ----- |
| 事業所数                                | 65    |
| 従業者数                                | 1174  |
| 製造品出荷額（百万円）                  | 17007 |
| 生産額（百万円）                        | 18456 |
| 1事業所当たりの年間製造品出荷額（万円） | 26165 |
| 従業員1人当たり年間製造品出荷額（万円） | 1449  |

## 姉妹都市・提携都市

### 国内
姉妹都市
- 山梨県南巨摩郡身延町
1971年、旧天津小湊町が姉妹都市提携

提携都市
- 千葉県君津市
1997年11月、旧天津小湊町が友好都市提携
- 埼玉県さいたま市
2004年12月20日、旧天津小湊町が友好都市提携

### 海外
姉妹都市
- マニトワック市（アメリカ合衆国ウィスコンシン州）
1993年11月8日にクロフォード市長以下調印団一行を鴨川市へ迎え入れ、姉妹都市提携調印式を挙行し、両市の交流が始まった[5]。

## 地域

### 教育

#### 大学
※鴨川市内に本部を置く大学は太字で表示
国立
- 千葉大学海洋バイオシステム研究センター（臨海実験所）

私立
- 亀田医療大学
- 城西国際大学 安房キャンパス　→2022年4月から、安房キャンパスは東金キャンパスに移転した。現在は閉鎖され、安房キャンパス跡地となっている。
- 早稲田大学（鴨川セミナーハウス）
- 東洋大学（鴨川セミナーハウス）

#### 高等学校

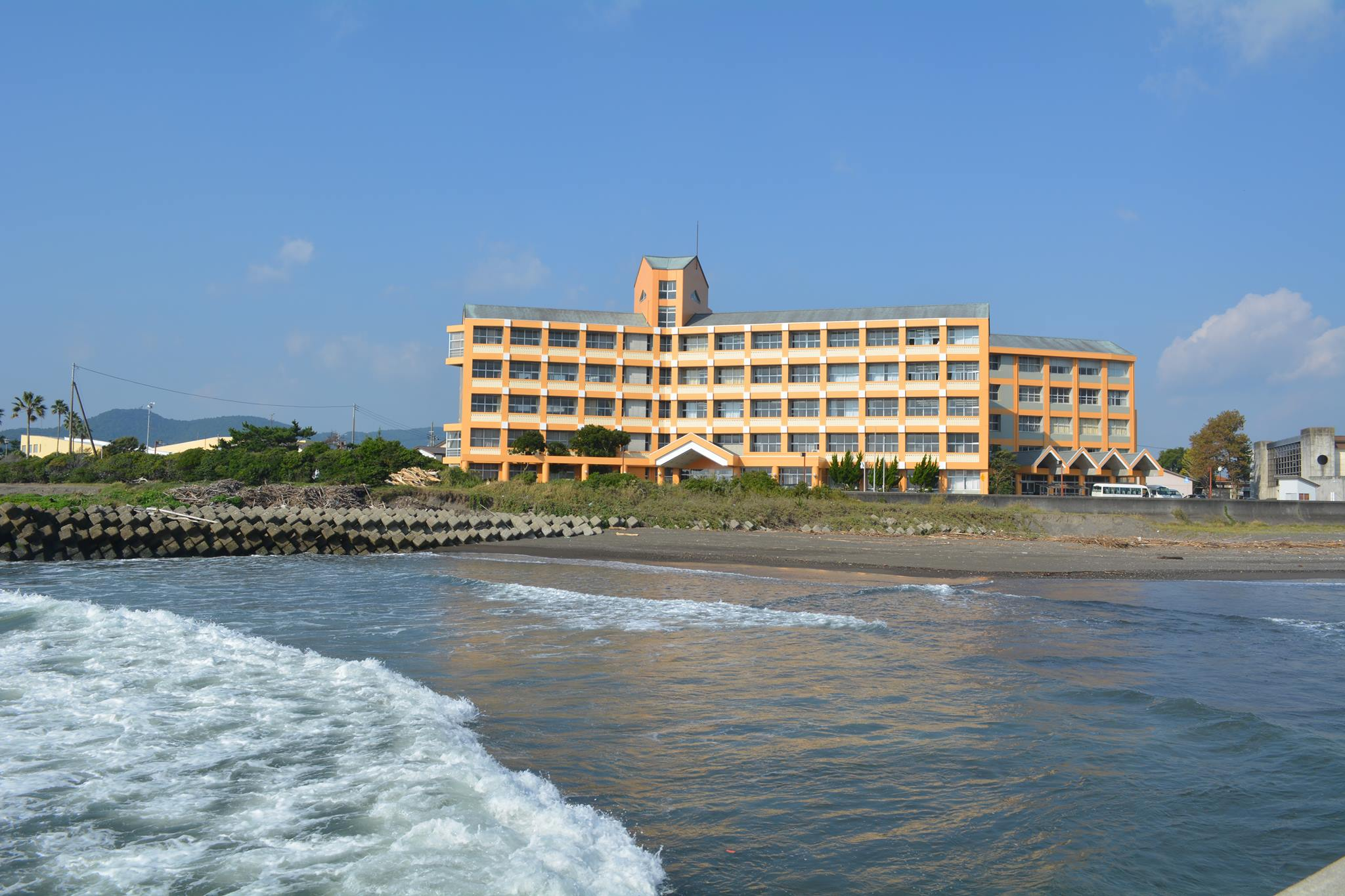
鴨川令徳高等学校

県立
- 千葉県立長狭高等学校

私立
- 鴨川令徳高等学校

#### 中学校
市立
- 鴨川市立鴨川中学校
- 鴨川市立長狭中学校（小中一貫校・長狭学園）
- 鴨川市立安房東中学校

#### 小学校
市立
- 鴨川市立天津小湊小学校
- 鴨川市立江見小学校
- 鴨川市立長狭小学校（小中一貫校・長狭学園）
- 鴨川市立鴨川小学校
- 鴨川市立西条小学校
- 鴨川市立曽呂小学校
- 鴨川市立田原小学校
- 鴨川市立東条小学校
- 鴨川市立太海小学校

### 施設

#### 警察・消防
- 鴨川警察署（管内は鴨川市全域）
  - 交番 鴨川駅前
- 安房郡市広域市町村圏事務組合 - 鴨川消防署
  - 分遣所 長狭、天津小湊

#### 文化施設
- 鴨川市民会館
- 鴨川市郷土資料館・文化財センター
- 鴨川市民ギャラリー
- 鴨川市立図書館

#### 運動施設
- 鴨川市総合運動施設
  - 鴨川市陸上競技場
  - 鴨川市営球場
  - 文化体育館
- 社会体育センター

#### 医療施設
- 鴨川市立国保病院
- 亀田総合病院

#### 宿泊施設
多くの観光・リゾート施設や鴨川温泉郷を有するため、リゾートホテルや旅館が点在している。
- 主な宿泊施設[7]
  - 鴨川ホテル三日月
  - かんぽの宿鴨川
  - 鴨川グランドホテル
  - 鴨川グランドタワー
  - 鴨川シーワールドホテル
  - 鴨川ユニバースホテル
  - 鴨川カントリーホテル
  - 鴨川館
  - 画家ゆかりの宿 江澤館
  - 鴨川温泉ホテル中村
  - 旅館磯波

その他施設
- 鴨川自動車教習所

### 鴨川市地域コーディネート機関
鴨川市地域コーディネート機関は、鴨川市内に点在する、地域をコーディネートする施設。
単独記事があるものはそれを参照。
鴨川市地域コーディネート機関一覧
| 名称                           | 住所      | 開園           | 運営                                                       | アクセス                                         | 周辺                             | 内容                                                               |
| ------------------------------ | --------- | -------------- | ---------------------------------------------------------- | ------------------------------------------------ | -------------------------------- | ------------------------------------------------------------------ |
| 内浦山県民の森                 | 内浦3558  | 1970年11月21日 | 千葉県立自然公園で指定管理者制度にて財団法人千葉県観光公社 | 安房小湊駅より千葉県道285号内浦山公園線を北上    | 清澄山・アジサイの麻綿原高原     | イベント・家族や団体の宿泊・自然観察・ハイキング                   |
| 鴨川青年の家                   | 太海122-1 | 1988年5月24日  | 千葉県立で指定管理者制度にて教育振興財団グループ           | 太海駅より千葉県道285号内浦山公園線を北上        | 仁右衛門島・太海フラワーセンター | スポーツ公園・芸術活動の場・学校の宿泊学習などの利用・カッター訓練 |
| 鴨川オーシャンパーク           |           |                |                                                            |                                                  |                                  |                                                                    |
| みんなみの里                   |           |                |                                                            |                                                  |                                  |                                                                    |
| 鴨川市ふるさと回帰支援センター | 成川34-2  | 2007年10月5日  | 鴨川市農林水産課 田舎暮らし支援係                          | 安房鴨川駅より長狭街道を西へ、主基バス停すぐ     | サテライト鴨川                   | 市への移住支援・不動産紹介                                         |
| 鴨川自然王国                   |           |                |                                                            |                                                  |                                  |                                                                    |
| 棚田倶楽部                     | 平塚540   | 2001年4月24日  | 大山千枚田保存会（個人）                                   | 安房鴨川駅より長狭街道を西へ、千枚田の標識を南下 | 大山千枚田                       | 大山千枚田保存会による棚田の保全と管理                             |

### スポーツ団体・クラブ
- オルカ鴨川FC（日本女子サッカーリーグ）

## 交通

### 鉄道路線
- 東日本旅客鉄道（JR東日本）
  - ■ 内房線

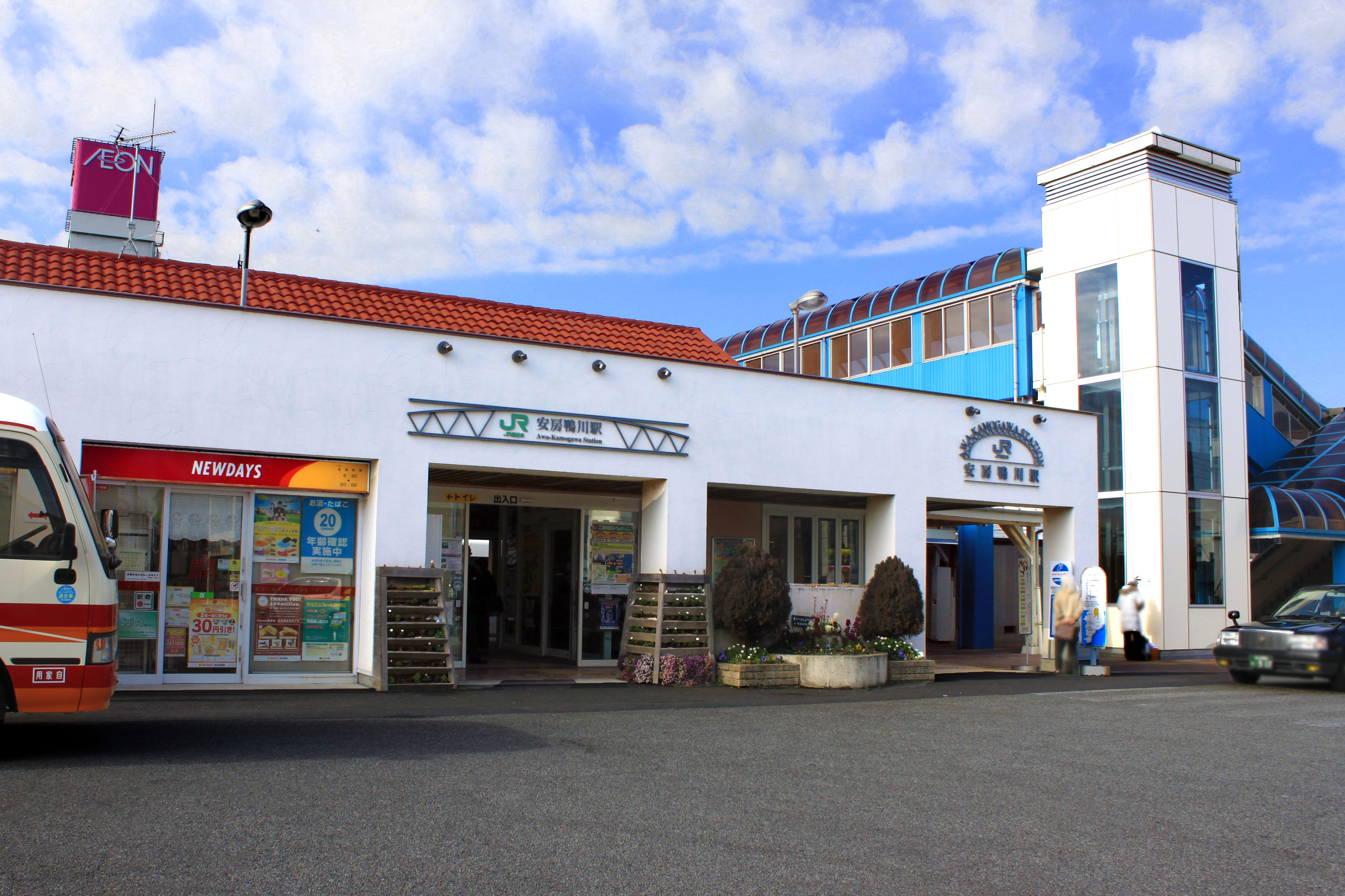
安房鴨川駅（JR東日本）

    - - 江見駅 - 太海駅 - 安房鴨川駅

  - ■ 外房線
    - 安房鴨川駅 - 安房天津駅 - 安房小湊駅 -

### バス路線

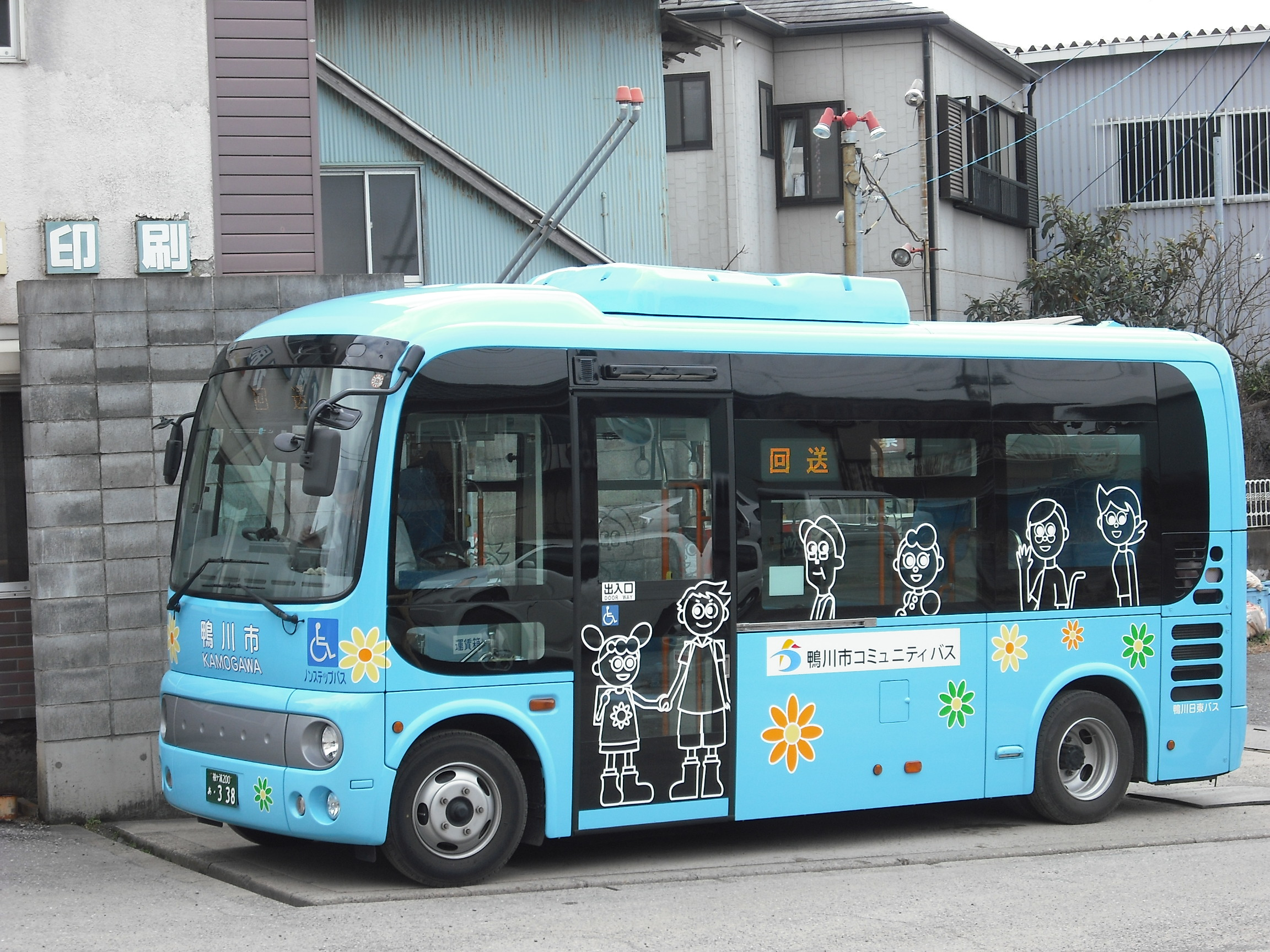
鴨川市コミュニティバス

#### 高速バス
（ ）内は運行会社。停留所は始発・終着地を除き、市内に設けられている所のみを表記する。
東京湾アクアライン経由
- 鴨川 - 東京線【アクシー号】（日東交通・京成バス）
  - 亀田病院 - 鴨川シーワールド - 安房鴨川駅（西口） - 鴨川市役所入口 - 福祉センター前 ⇔ バスターミナル東京八重洲 - 東京タワー
- 勝浦 - 東京線（日東交通・小湊鉄道・京成バス）
  - 安房小湊駅 - 鯛の浦・誕生寺 ⇔ バスターミナル東京八重洲

館山自動車道経由
- 鴨川 - 千葉線【カピーナ号】（日東交通・京成バス千葉イースト）
  - 亀田病院 - 鴨川シーワールド - 安房鴨川駅（西口） - 鴨川市役所入口 - 福祉センター前 ⇔ 千葉駅

#### 路線バス
- 日東交通鴨川運輸営業所（旧：鴨川日東バス）

#### コミュニティバス
- 鴨川市コミュニティバス

### 道路
- 一般国道

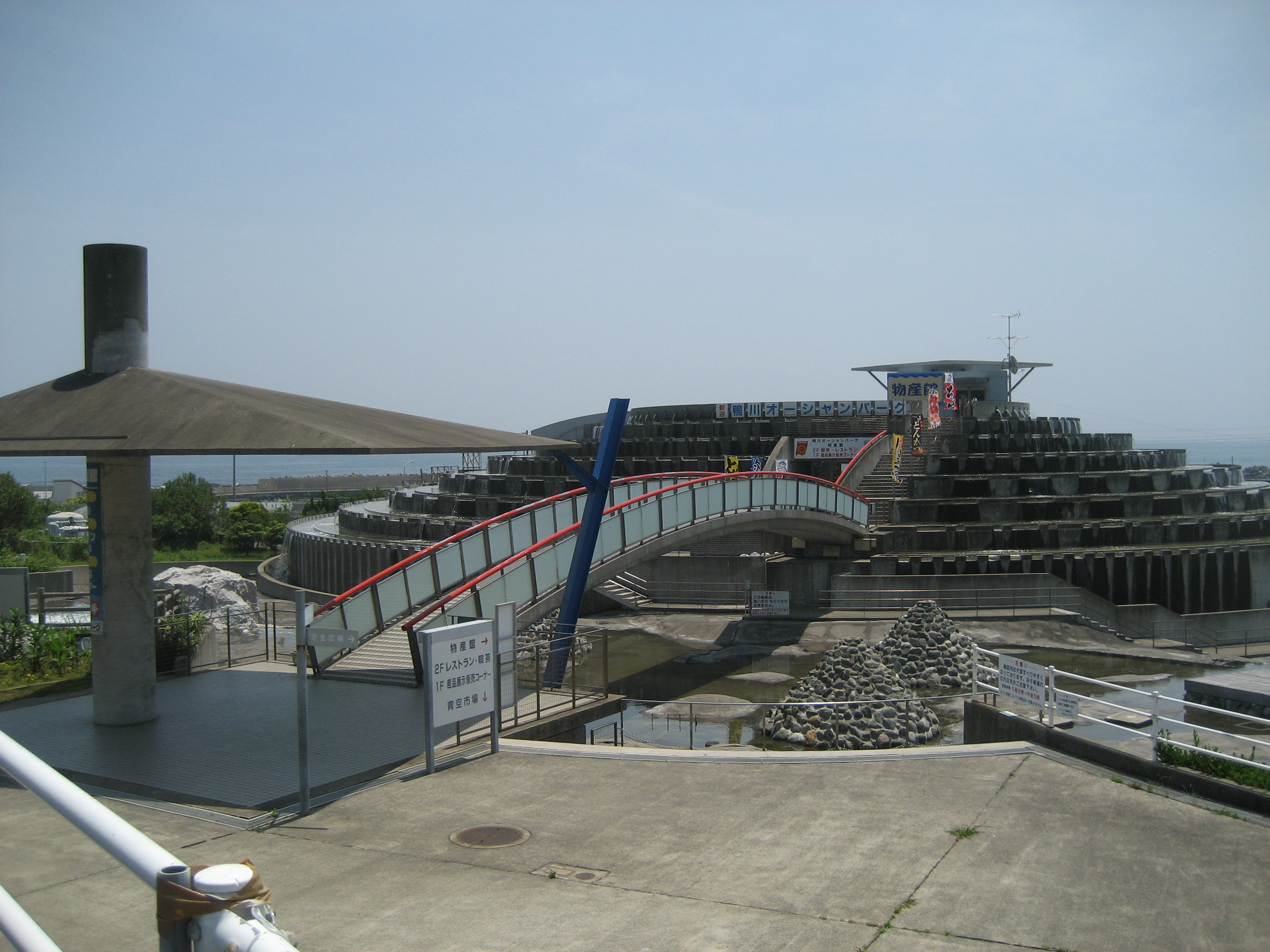
道の駅鴨川オーシャンパーク

  - 国道128号（鴨川バイパス・天津バイパス）
  - 国道410号
- 主要地方道
  - 千葉県道24号千葉鴨川線
    - 鴨川有料道路 - 2019年4月21日から無料開放

  - 千葉県道34号鴨川保田線
  - 千葉県道81号市原天津小湊線
  - 千葉県道82号天津小湊夷隅線
  - 千葉県道89号鴨川富山線
- 一般県道
  - 千葉県道181号天津小湊田原線
  - 千葉県道247号浜波太港線
  - 千葉県道272号西江見停車場線
  - 千葉県道285号内浦山公園線
- 基幹農道
  - 鴨川北部道路
- 道の駅
  - 鴨川オーシャンパーク

## 名所・旧跡・観光スポット・祭事・催事

### 名所・旧跡
- 天津神明宮
- 加茂神社
- 吉保八幡神社
- 大山寺
- 東条御厨
- 旧水田家住宅
- 山之城跡

#### 日蓮宗関係
- 鯛の浦 - 特別天然記念物。地名は妙の浦。観光遊覧船で観光できる。
- 誕生寺 - 小湊山。日蓮宗大本山。日蓮生誕地に建立された寺。龍潜寺の旧本山。
- 清澄寺 - 千光山。日蓮宗大本山。日蓮が出家得度した霊場。
  - 清澄の大スギ（千年杉、国の天然記念物）。
- 鏡忍寺 - 小松原山。日蓮宗本山。日蓮が小松原法難に遭遇した地に建立された寺。
- 妙蓮寺 - 妙日山。日蓮交差点のところにある日蓮の父母を奉った日蓮宗の寺。
- 蓮華寺
- 日蓮寺
- 日澄寺

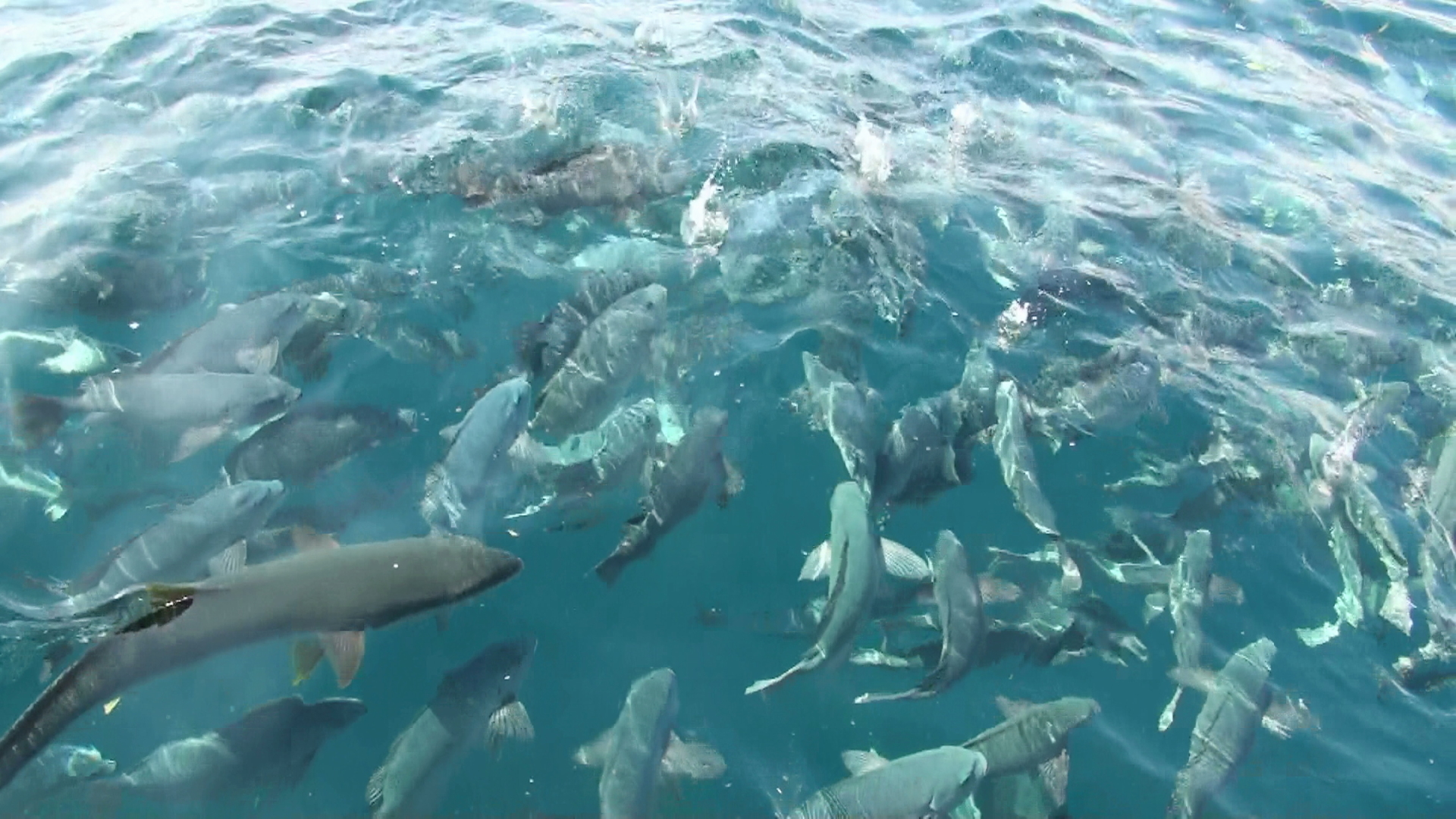
鯛の浦（特別天然記念物）
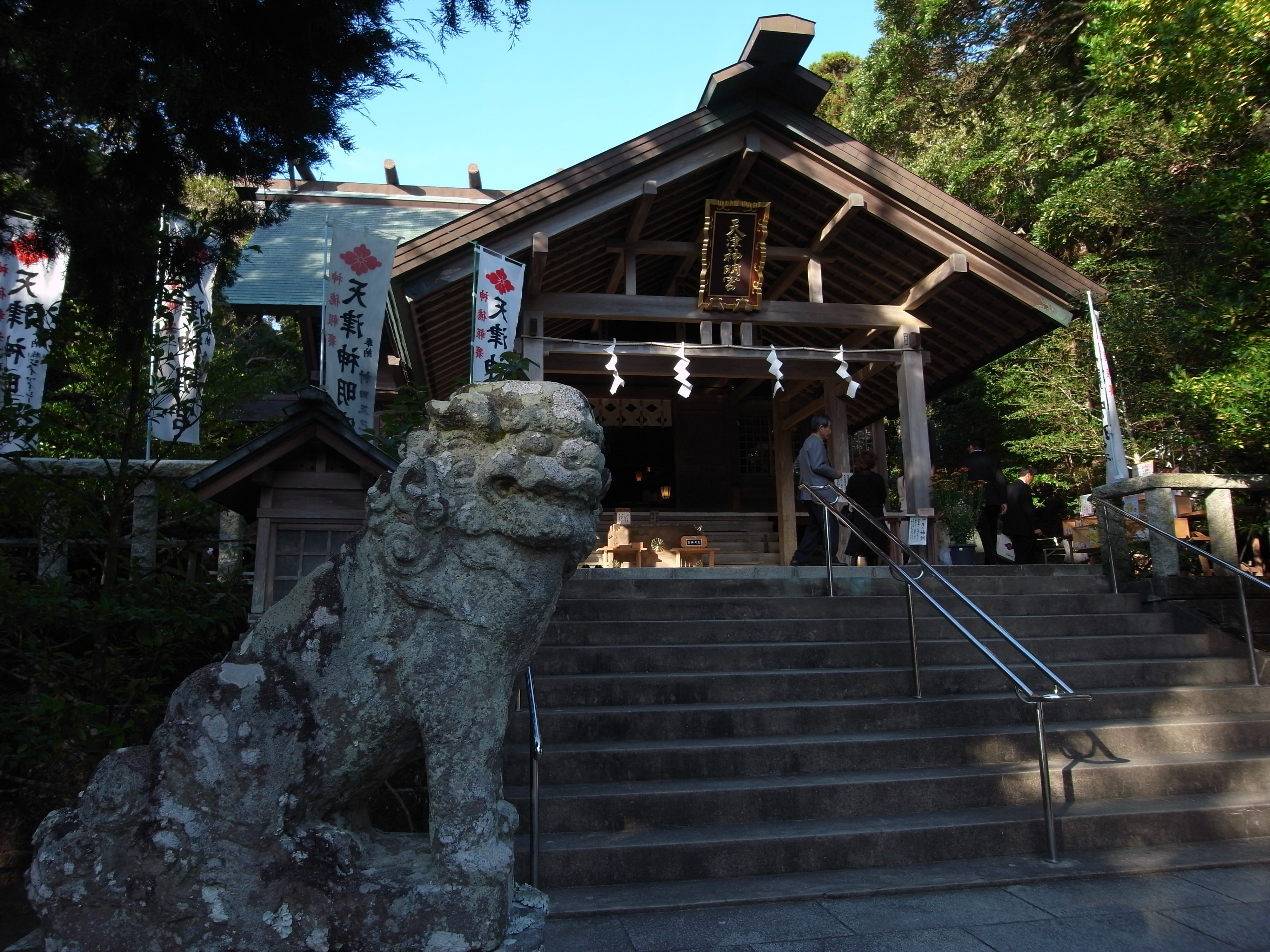
天津神明宮
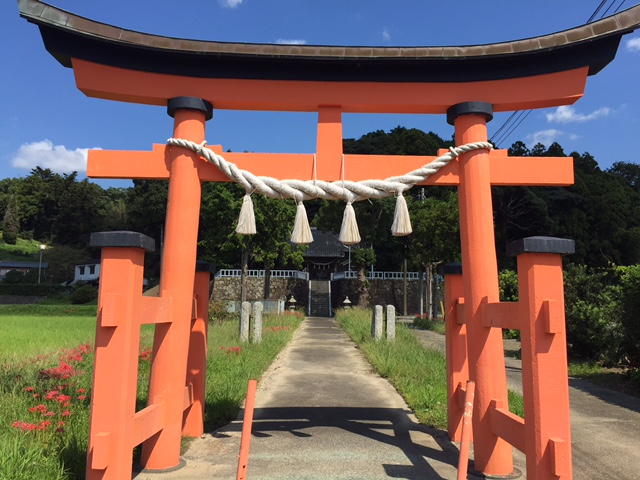
加茂神社
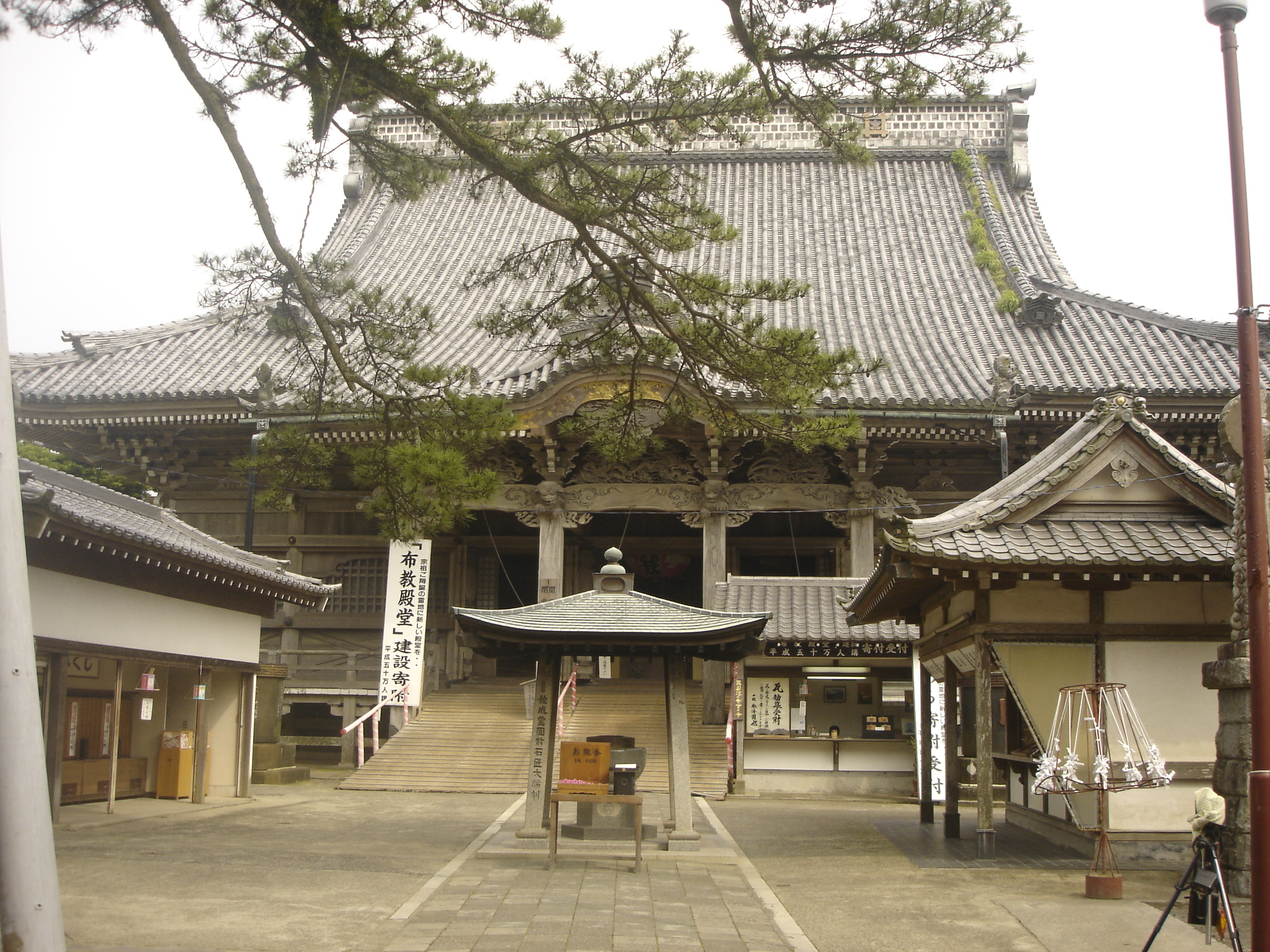
誕生寺
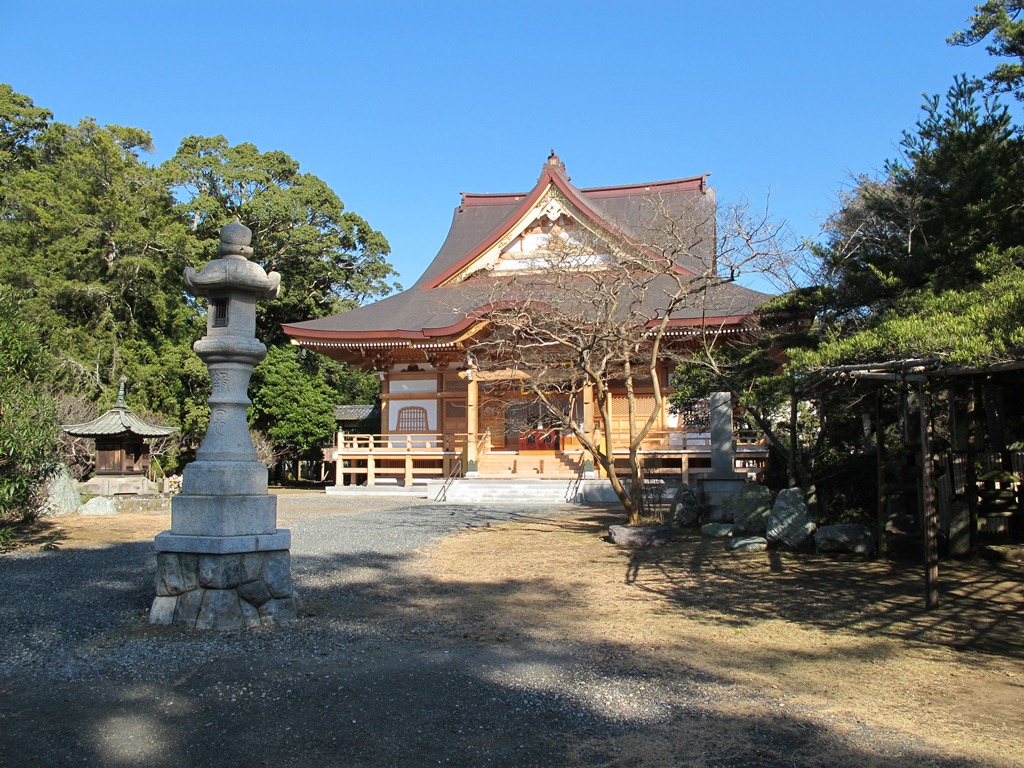
鏡忍寺
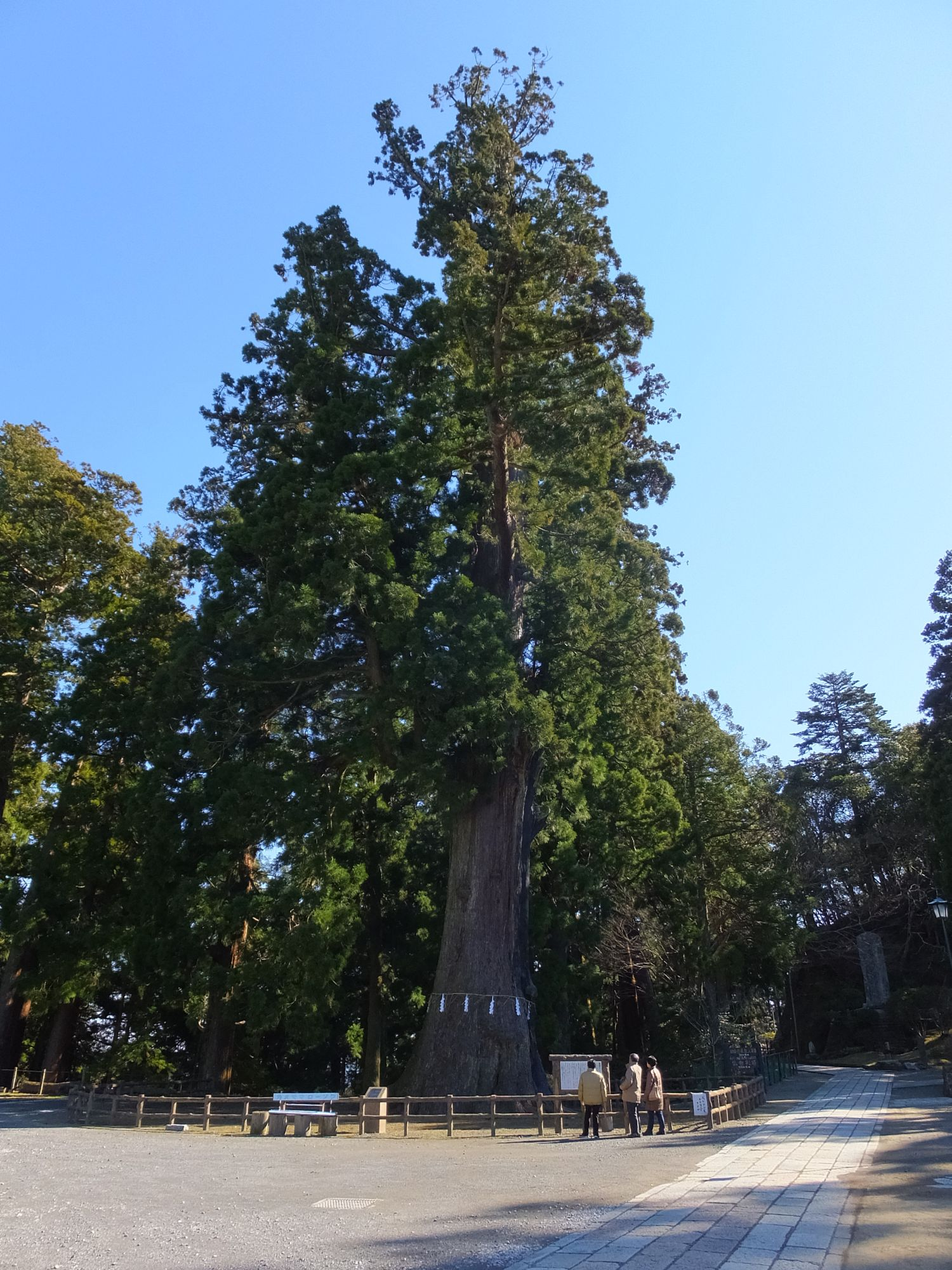
清澄の大スギ（千年杉）

### 観光スポット

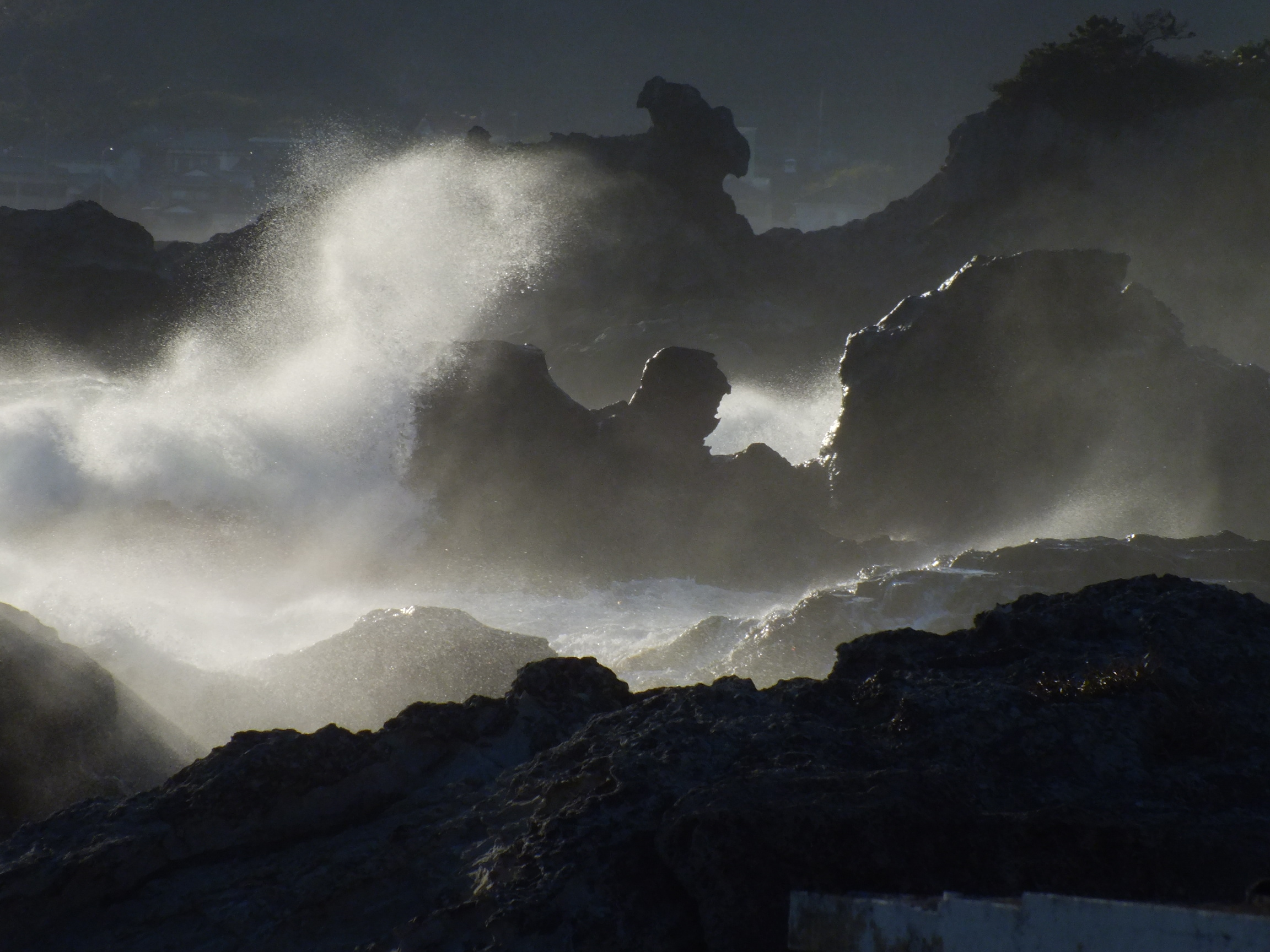
太海海岸

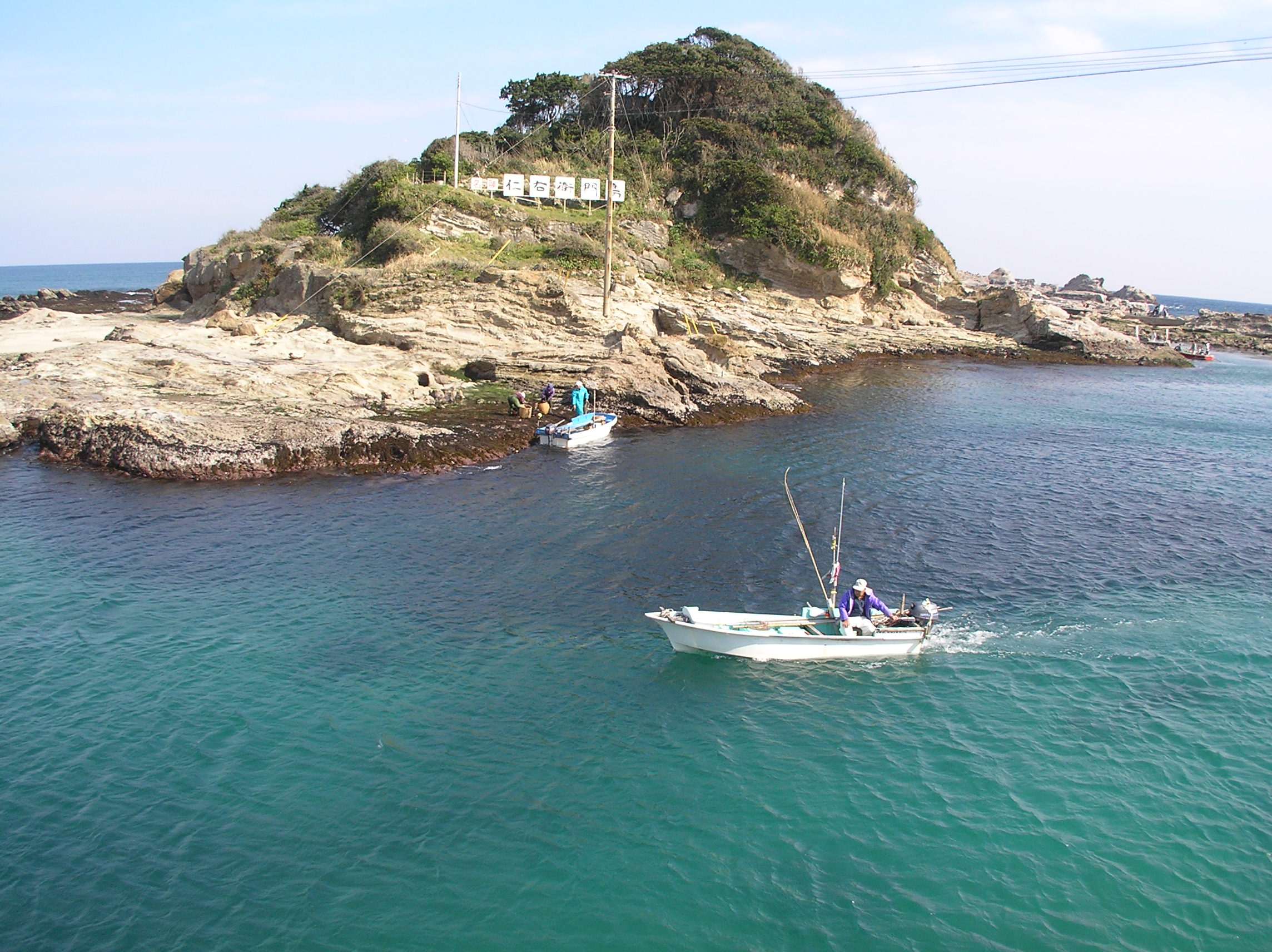
仁右衛門島

- 鴨川シーワールド
- 太海フラワーセンター
- 太海海岸
- 東条海岸（日本の白砂青松100選）
- 江見吉浦海岸
- 鴨川松島
- 仁右衛門島
- 大山千枚田
- 魚見塚一戦場公園
  - 魚見塚展望台
- 内浦山県民の森
- 金山ダム
- 保台ダム
- 鴨川富士

#### 海水浴場
- 前原海岸（日本の渚百選）
  - 前原海水浴場
- 内浦海水浴場
- 城崎海水浴場
- 太海海水浴場
- 江見海水浴場

#### サーフィン
1964年に横須賀米軍基地のアメリカ軍兵士から地元の少年たちに広まり、1965年に日本初の全国大会が開かれ、また多くのプロサーファーが地元より生まれている。主なポイントは前原海岸、東条海岸、江見海岸にある。日本サーフィン発祥の地の1つであり、1993年にはサーフライダー・ファウンデーション・ジャパン（SFJ）がこの地に発足した。2010年10月8日から12日にはSurfriderFoundation国際会議2010が開催されている。
以前は、アメリカ映画エンドレス・サマーにも収められた、赤堤という名で知られたビッグウェーブスポットがあったが港の拡張工事にともない消滅した。毎年6月第一日曜日には鴨川市長杯（現鴨川シティーカップ）が開催されている。サーフィンに関連する事業も多く、サーフショップをはじめサーフボードインダストリーも多い。

#### 温泉
- 鴨川温泉郷
  - 曽呂温泉
  - 太海湯元温泉
  - 粟斗温泉
  - 小湊温泉
  - 白岩温泉
  - 宮下温泉

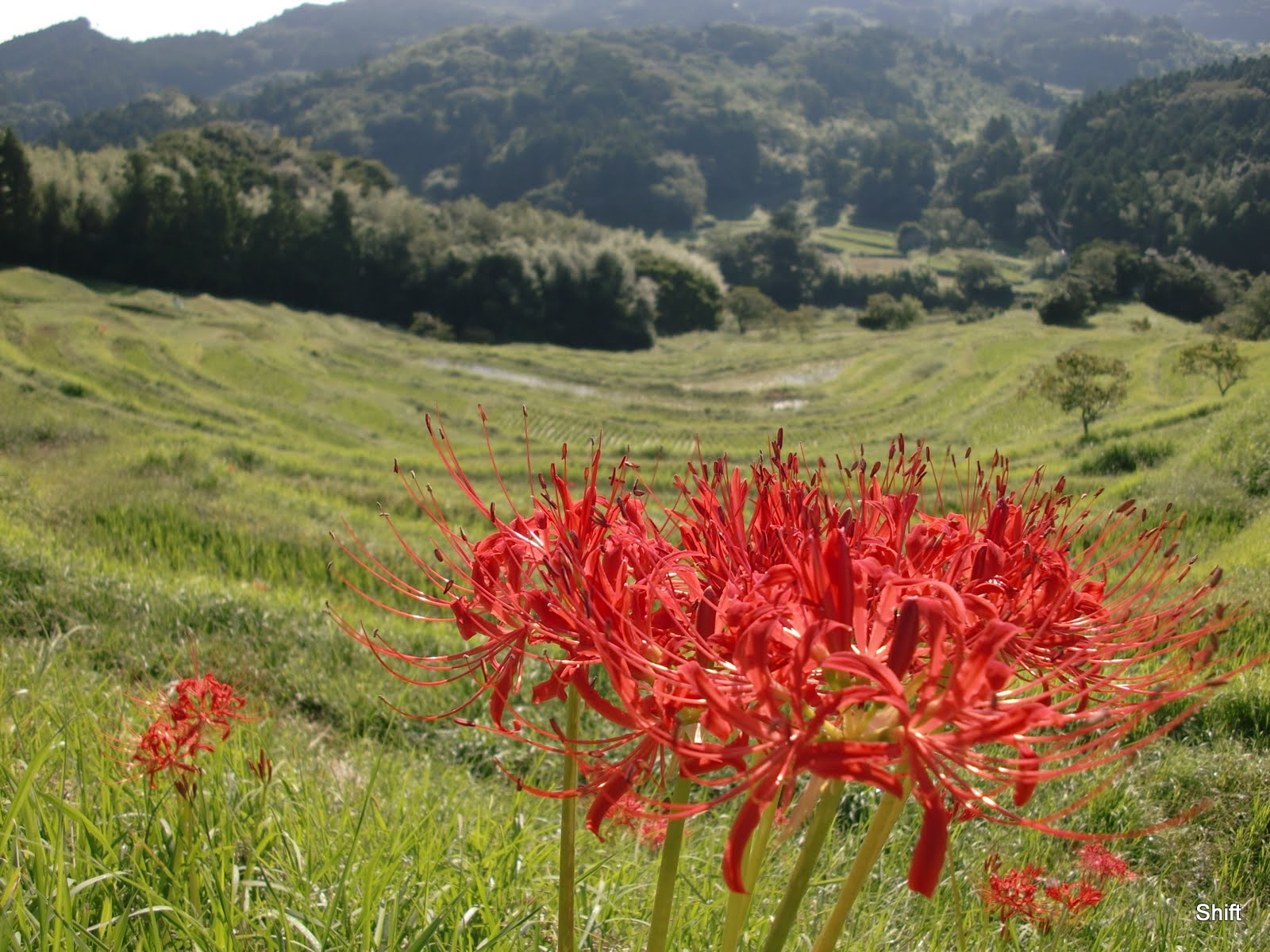
大山千枚田
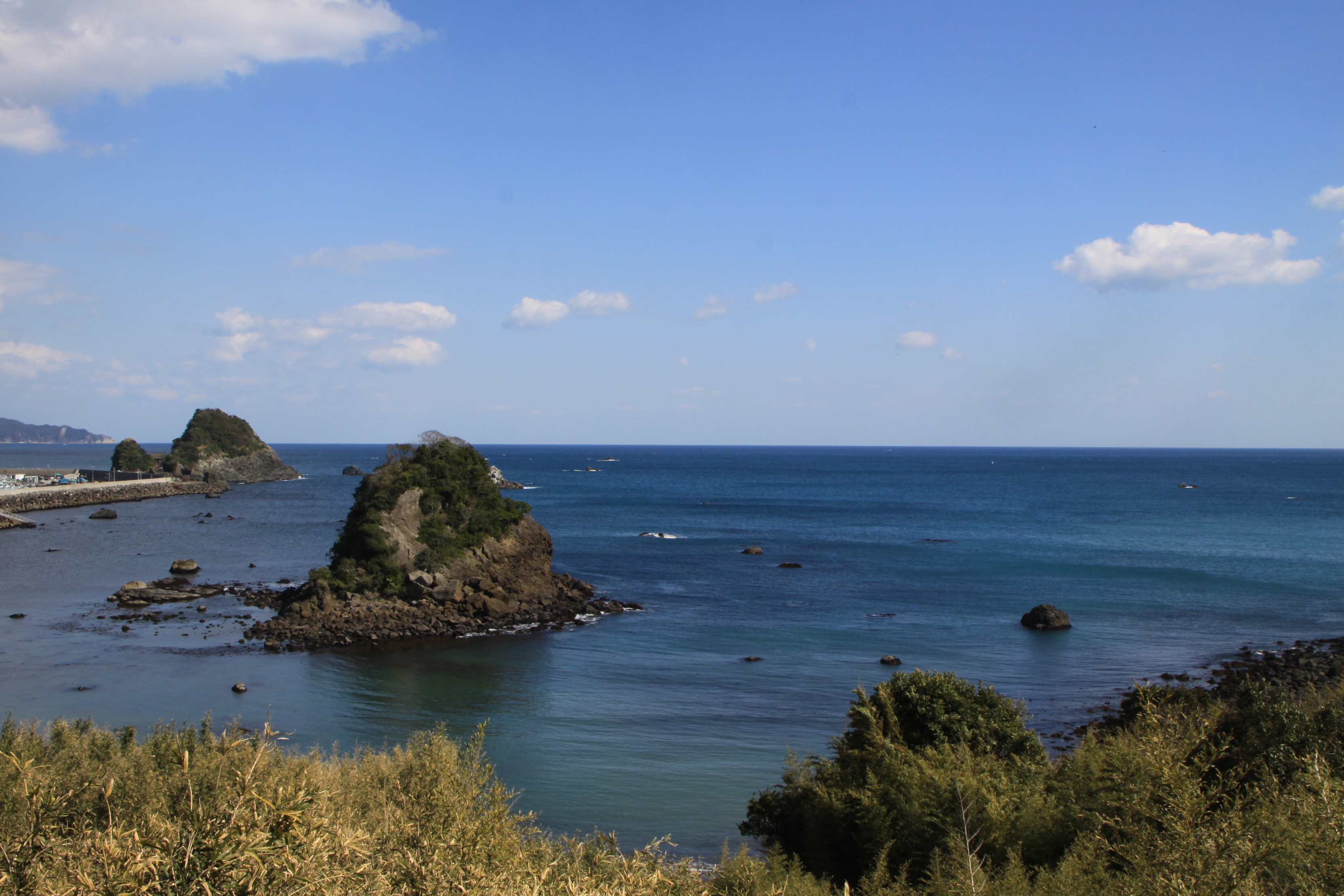
鴨川松島
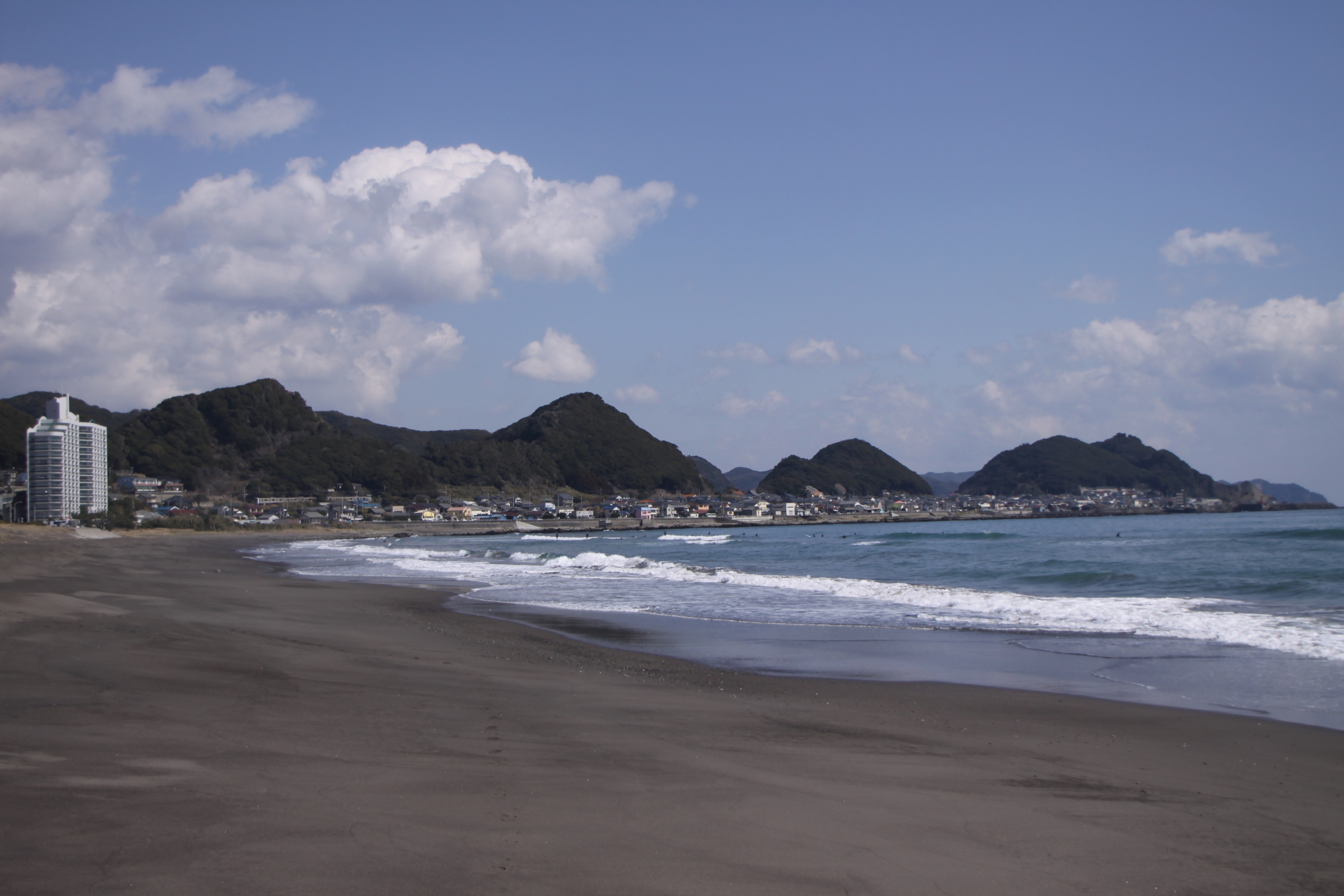
東条海岸
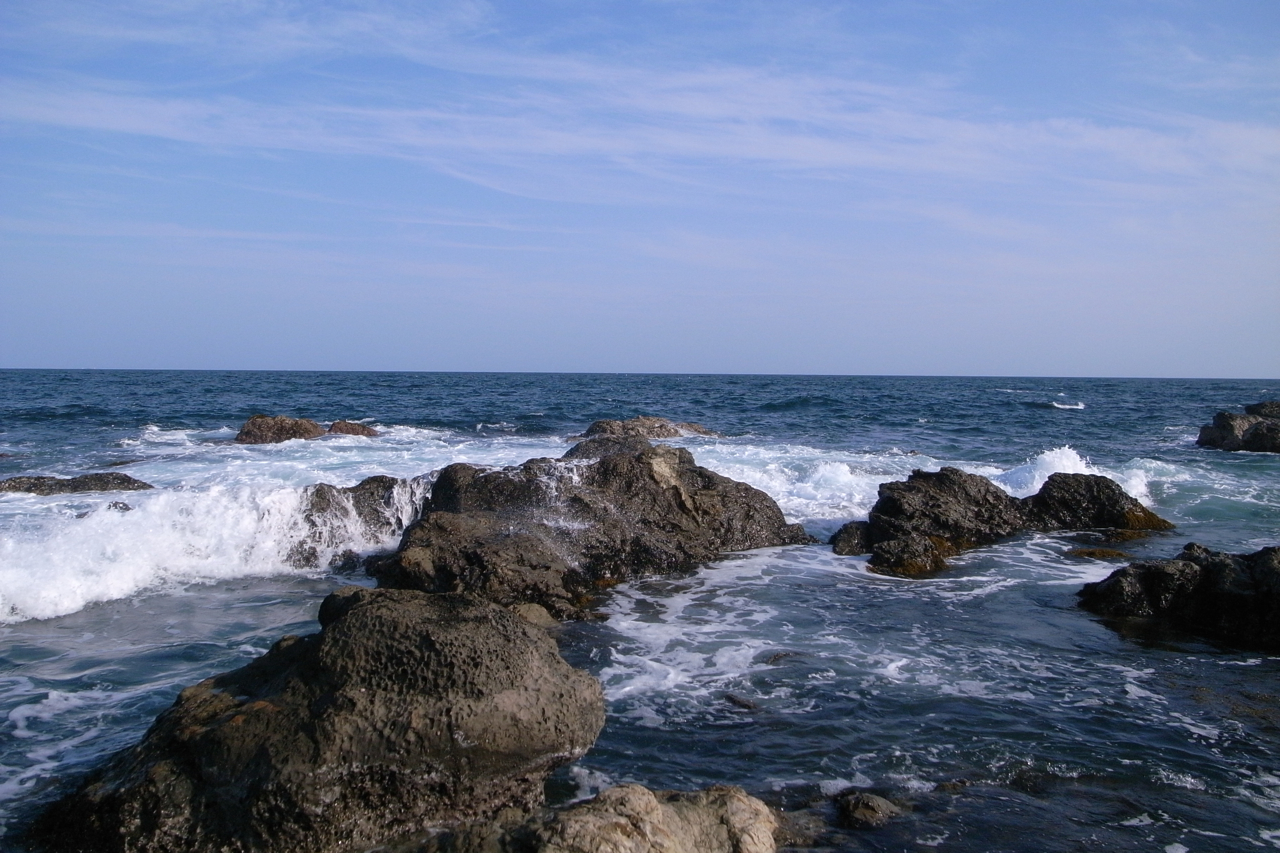
江見吉浦海岸
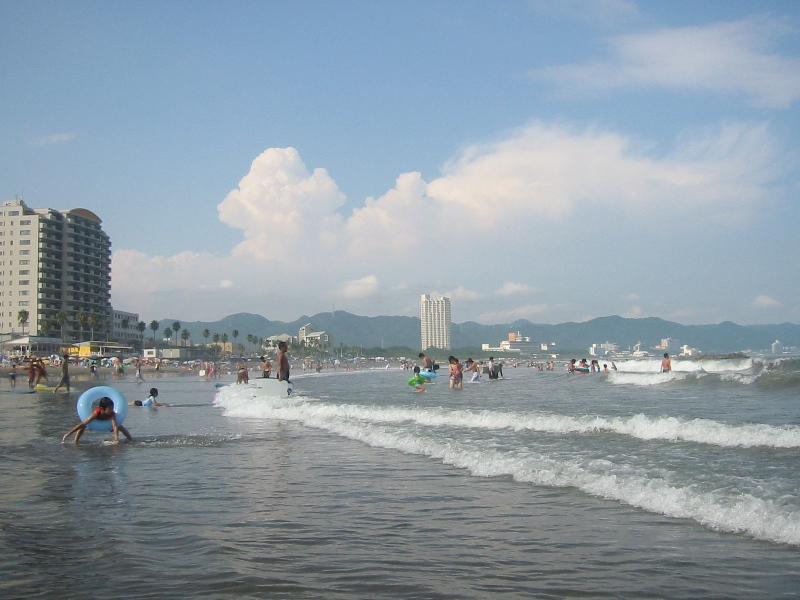
前原海岸（前原海水浴場）
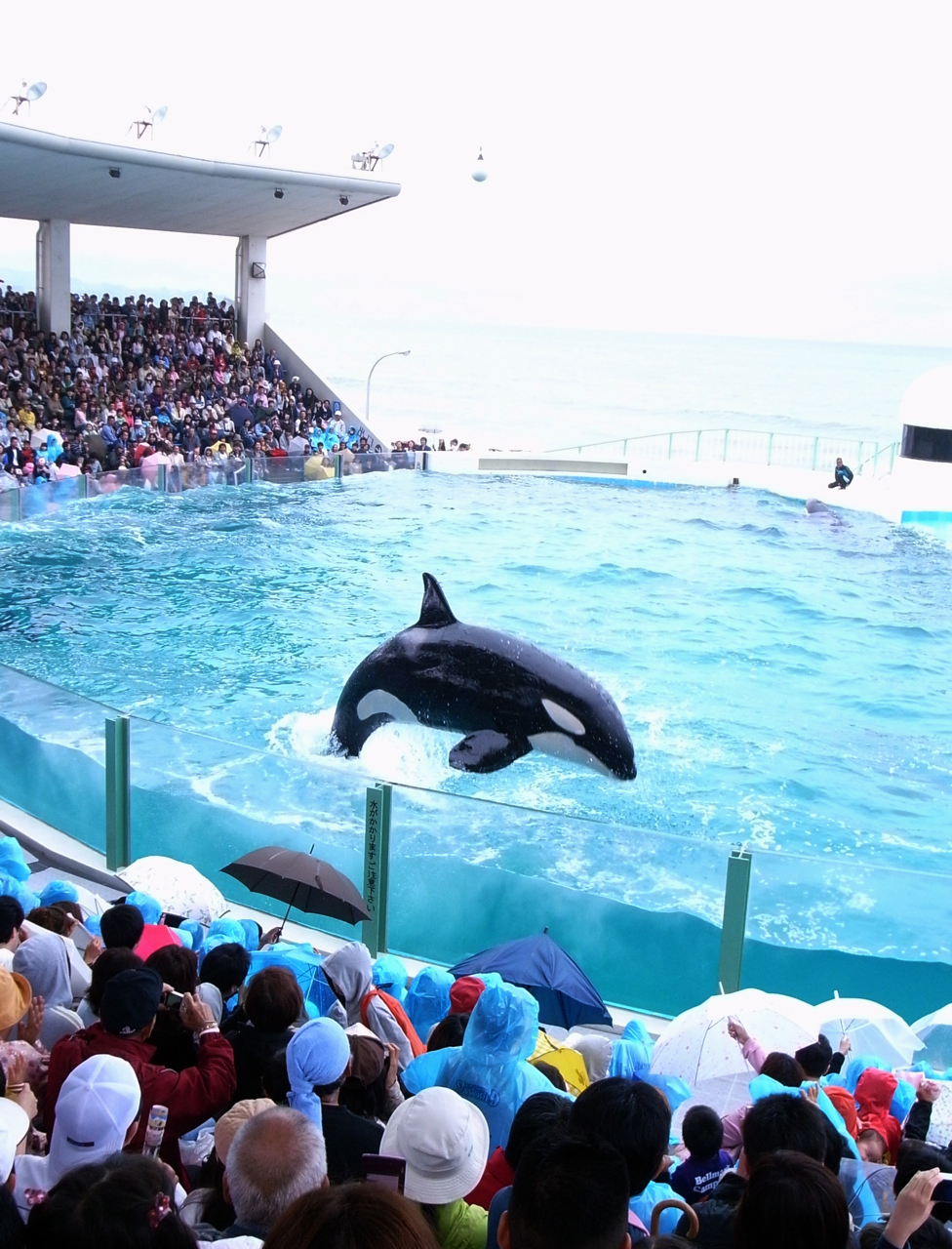
鴨川シーワールド

### 祭事・催事
- 鴨川合同祭 - 敬老の日の前の土日に開催
- 鴨川シーフェスタ - 6月に前原海岸にて行われる

### 名物・名産品
- おらが丼（ご当地グルメの丼）
- 鯛せんべい
- 鴨川エナジー

### 文化財
国・県指定および国登録文化財一覧。
| 番号 | 指定・登録 | 類別                     | 名称                                 | 所在地                | 所有者または管理者 | 指定年月日       | 備考                           |
| ---- | ---------- | ------------------------ | ------------------------------------ | --------------------- | ------------------ | ---------------- | ------------------------------ |
| 1    | 国指定     | 特別天然記念物           | 鯛の浦タイ生息地                     | 鴨川市小湊223-1他     | 国・鴨川市         | 昭和42年12月27日 | 天然記念物指定は大正11年3月8日 |
| 2    | 国指定     | 記念物（天然記念物）     | 清澄の大スギ                         | 鴨川市清澄322         | 清澄寺             | 大正13年12月9日  |                                |
| 3    | 県指定     | 有形文化財（建造物）     | 清澄寺中門                           | 鴨川市清澄301         | 清澄寺             | 昭和39年4月28日  | 1棟                            |
| 4    | 県指定     | 有形文化財（建造物）     | 清澄寺石造宝篋印塔（応永十四年在銘） | 鴨川市清澄301         | 清澄寺             | 昭和40年4月27日  | 1基                            |
| 5    | 県指定     | 有形文化財（建造物）     | 清澄寺石幢（応永三十一年在銘）       | 鴨川市清澄301         | 清澄寺             | 昭和40年4月27日  | 1基                            |
| 6    | 県指定     | 有形文化財（建造物）     | 薬王院薬師堂                         | 鴨川市粟斗179-1       | 薬王院             | 平成6年2月22日   | 1棟                            |
| 7    | 県指定     | 有形文化財（建造物）     | 大山寺不動堂                         | 鴨川市平塚1718ー1     | 髙蔵神社           | 平成7年3月14日   | 1棟                            |
| 8    | 県指定     | 有形文化財（建造物）     | 誕生寺仁王門                         | 鴨川市小湊183         | 誕生寺             | 平成9年3月21日   | 1棟                            |
| 9    | 県指定     | 有形文化財（彫刻）       | 銅造阿弥陀如来及び両脇侍立像         | 鴨川市天面163-1       | 西徳寺             | 昭和35年6月3日   | 3躯                            |
| 10   | 県指定     | 有形文化財（彫刻）       | 木造不動明王坐像及び両脇侍立像       | 鴨川市平塚1718        | 高蔵神社           | 昭和45年1月30日  | 3躯                            |
| 11   | 県指定     | 有形文化財（彫刻）       | 木造地蔵菩薩坐像                     | 鴨川市大幡854         | 竜江寺             | 昭和45年1月30日  | 1躯                            |
| 12   | 県指定     | 有形文化財（彫刻）       | 木造行道面                           | 鴨川市貝渚2002        | 心厳寺             | 平成7年3月14日   | 23面                           |
| 13   | 県指定     | 有形文化財（彫刻）       | 木造薬師如来坐像                     | 鴨川市内浦1726        | 西蓮寺             | 平成21年3月17日  | 1躯                            |
| 14   | 県指定     | 有形文化財（工芸品）     | 梵鐘（明徳三年在銘）                 | 鴨川市清澄301         | 清澄寺             | 昭和39年4月28日  | 1口                            |
| 15   | 県指定     | 有形文化財（古文書）     | 安田文書                             | 鴨川市細野            | 個人               | 昭和45年1月30日  | 2巻                            |
| 16   | 県指定     | 有形文化財（古文書）     | 富木殿御書                           | 鴨川市広場1413        | 鏡忍寺             | 昭和50年12月12日 | 1幅                            |
| 17   | 県指定     | 有形文化財（古文書）     | 富城殿女房尼御前御書                 | 鴨川市小湊183         | 誕生寺             | 昭和57年4月6日   | 1幅                            |
| 18   | 県指定     | 有形文化財（考古資料）   | 旭森経塚遺物                         | 鴨川市清澄301         | 清澄寺             | 昭和39年4月28日  | 1式                            |
| 19   | 県指定     | 無形民俗文化財           | 北風原の羯鼓舞                       | 春日神社              | 北風原羯鼓舞保存会 | 昭和29年3月31日  |                                |
| 20   | 県指定     | 無形民俗文化財           | 吉保八幡のやぶさめ                   | 吉保八幡神社          | 長狭やぶさめ保存会 | 昭和40年4月27日  |                                |
| 21   | 県指定     | 記念物（史跡）           | 古泉千樫誕生地                       | 鴨川市細野            | 個人               | 昭和44年1月10日  |                                |
| 22   | 県指定     | 記念物（名勝）           | 仁右衛門島                           | 鴨川市太海浜          | 個人               | 昭和10年3月26日  |                                |
| 23   | 県指定     | 記念物（名勝）           | 鴨川大山千枚田                       | 鴨川市釜沼            | 個人               | 平成14年3月29日  |                                |
| 24   | 県指定     | 記念物（天然記念物）     | 明神ノ鯛                             | 鴨川市城戸地先        | 鴨川市             | 昭和10年3月26日  |                                |
| 25   | 県指定     | 記念物（天然記念物）     | 天津のまるばちしゃの木               | 鴨川市天津2950        | 神明神社           | 昭和10年11月12日 |                                |
| 26   | 県指定     | 記念物（天然記念物）     | 清澄のモリアオガエル                 | 鴨川市清澄322-1       | 清澄寺             | 昭和40年4月27日  |                                |
| 27   | 県指定     | 記念物（天然記念物）     | 鴨川のバクチノキ群生地               | 鴨川市古畑            | 悉地院他           | 昭和50年12月12日 |                                |
| 28   | 県指定     | 記念物（天然記念物）     | 鴨川の枕状溶岩                       | 鴨川市太海百目木122-1 | 千葉県             | 平成5年2月26日   |                                |
| 29   | 国登録     | 登録有形文化財（建造物） | 和泉公会堂                           | 鴨川市和泉1612        | 和泉区             | 平成11年8月23日  | 1件                            |
| 30   | 国登録     | 登録有形文化財（建造物） | 旧水田家住宅主屋他                   | 鴨川市西339           | 城西大学           | 平成14年2月14日  | 2件                            |
| 31   | 国登録     | 登録有形文化財（建造物） | 鈴木家住宅主屋他                     | 鴨川市西町1139-3      | 個人               | 平成14年2月14日  | 5件                            |

## 著名な出身者
- 太田秋郎（鶴岡市立荘内病院院長）
- 亀田七海 (女優)
- 近藤啓太郎（作家）代表作『海人舟』『微笑』『大観伝』
- 桜沢信司 - CBCテレビの気象予報士、元アナウンサー
- たかなししずえ（漫画家）代表作『おはよう!スパンク』『おジャ魔女どれみシリーズ』
- つげ義春（漫画家）代表作『ねじ式』の舞台であり、描かれたコマと同じ民家が太海漁港に今なお残る。また、『庶民御宿』にて鴨川を舞台にした旅もの漫画を描く。
- 戸部洋平（プロボクサー）
- 永富雄吉（元日本郵船副社長）
- オテンキ のり＜本名 斉藤良徳＞（お笑い芸人）
- 畠山勇子（大津事件の際ロシア皇太子宛の遺書を残し自害した女性）
- 葉山良二（俳優）
- 松本典子(歌人)
- 村山由佳（作家）

### ゆかりの人物
- 加藤登紀子（歌手）鴨川自然王国
- 西郷正員（安房国東条藩初代藩主、征夷大将軍徳川秀忠生母西郷局（お愛）の家系の三河西郷氏）
- ジョン・海山・ネプチューン（尺八奏者/製作者、作曲者）代表アルバム『トウキョウ・スフィア』
- 武志伊八郎信由（宮彫師）代表作『波に宝珠』
- 日蓮（僧侶、日蓮宗開祖）
- 水田三喜男（元大蔵大臣）

## 鴨川市を舞台・ロケ地とした作品
- 『ねじ式』 - つげ義春の代表作。
- 『輪廻のラグランジェ』 - 本作の主要な舞台。
- 『おいしいコーヒーのいれ方』、『海風通信―カモガワ開拓日記』 - 村山由佳の著書。
- 映画「ぬくもりの内側」 （2023年 イオンエンターテイメント、白石美帆・三田佳子・渡辺裕之・音無美紀子）

#### 広報資料など一次資料
1. 1 2 3  “鴨川市の花・木・魚”. 鴨川市ホームページ. 2014年7月19日閲覧。
2. ↑  地勢
3. ↑  “鴨川市の概要”.   鴨川市. 2005年11月24日時点のオリジナルよりアーカイブ。2012年1月7日閲覧。
4. ↑  “千葉県鴨川市”.   荒川区. 2012年1月7日閲覧。
5. ↑  “鴨川市・天津小湊町合併協議会設置までの経緯について” (PDF).   鴨川市 (2003年7月7日). 2012年1月8日閲覧。
6. ↑  “（安房郡富浦町・同郡富山町・同郡三芳村・同郡白浜町・同郡千倉町・同郡丸山町・同郡和田町の合併” (PDF).   千葉県. 2012年1月8日閲覧。
7. ↑  財政
8. ↑  産業
9. ↑  “サーフィン”.   鴨川市. 2012年1月7日閲覧。
10. 1 2  “実況！SurfriderFoundation国際会議2010のすべて”.   SFJ. 2012年1月7日閲覧。

#### 統計資料
1. ↑  人口